# Amsterdam
Amsterdam (niederländisch Amsterdamⓘ) ist die Hauptstadt und bevölkerungsreichste Stadt des Königreichs der Niederlande und belegt den 17. Rang der größten Städte der Europäischen Union. Die Gemeinde Amsterdam hat 935.793 Einwohner (Stand: 1. Januar 2025) und als Agglomeration Groot-Amsterdam 1.472.793 Einwohner (Stand: 1. Januar 2024). Während sich der Regierungssitz des Landes sowie die Königsresidenz und auch der Hohe Rat (oberstes Gericht für Zivil-, Straf- und Steuerrecht), der Staatsrat (oberstes Gericht für Verwaltungsrecht) und alle Ministerien und Botschaften im 60 Kilometer entfernten Den Haag befinden, ist Amsterdam seit 1983 gemäß niederländischer Verfassung die Hauptstadt der Niederlande.
Seit dem 24. März 2022 besteht die Metropolregion Amsterdam (MRA) aus 30 Gemeinden in sieben Teilregionen.
Amsterdam liegt in der niederländischen Provinz Nordholland, am kanalisierten Fluss Amstel und dem früheren Meeresarm IJ. Der Hafen der Stadt ist durch den Nordseekanal mit der Nordsee verbunden. Amsterdam ist für seine Grachten weltberühmt.

## Geographie

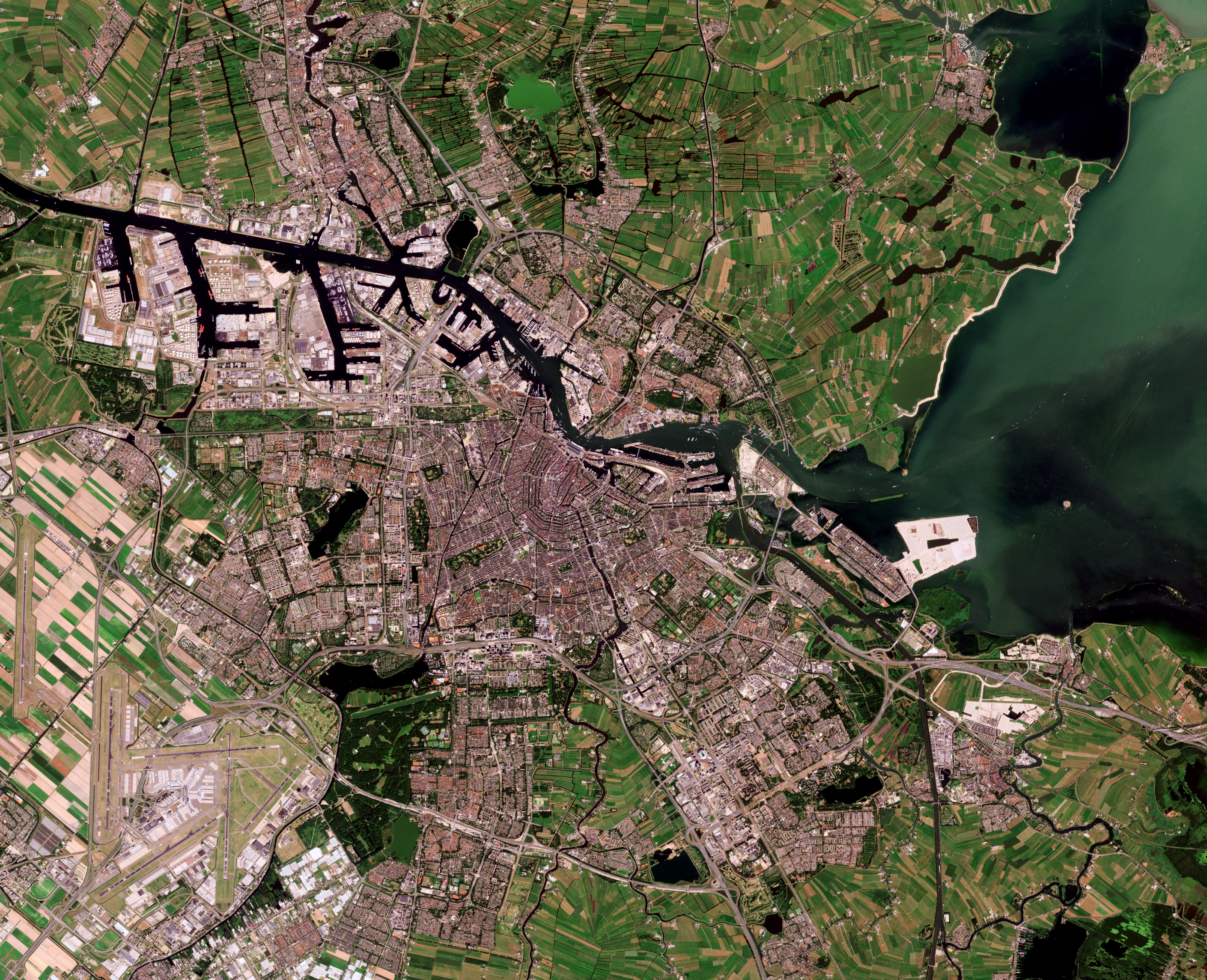
Satellitenfoto von Amsterdam, 2020

### Stadtgliederung

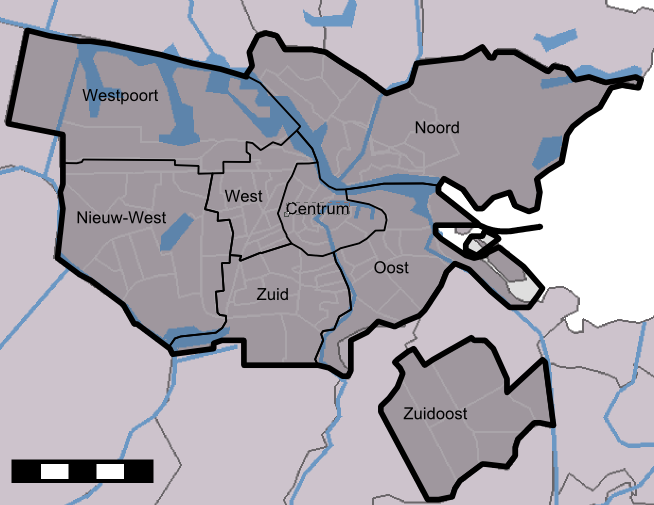
Stadtbezirke von Amsterdam, seit 1. Mai 2010

Amsterdam ist seit der Neugliederung am 1. Mai 2010 in sieben + einen (= das Gewerbe- und Industriegebiet Westpoort) Stadtbezirke unterteilt. Davor gab es 14 Bezirke, von denen drei unverändert blieben und die anderen zu vier neuen Bezirken fusionierten. Mit dem 24. März 2022 wurde die bis dahin selbständige Stadt und Gemeinde Weesp als neunter Stadtbezirk nach Amsterdam eingemeindet. Jeder Stadtbezirk hat eine eigene Bezirksverwaltung und ein gewähltes Bezirkskomitee. Die Stadtbezirke sind wiederum in die nachfolgend aufgelisteten Stadtteile von Amsterdam (niederländisch wijken) unterteilt. Darüber hinaus ist jeder Stadtteil in seine einzelnen Wohnviertel (buurten) gegliedert.
Amsterdam-Centrum
- Haarlemmerbuurt, Burgwallen-Nieuwe Zijde, Burgwallen-Oude Zijde, Nieuwmarkt/Lastage, Oostelijke Eilanden/Kadijken, Weesperbuurt/Plantage, De Weteringschans, Grachtengordel-Zuid, Grachtengordel-West und Jordaan.[7]

Amsterdam-Noord
- Oostzanerwerf, Noordelijke IJ-oevers West, Tuindorp Oostzaan, Kadoelen, Banne Buiksloot, Volewijk, IJplein/Vogelbuurt, Elzenhagen, Noordelijke IJ-oevers Oost, Tuindorp Buiksloot, Buikslotermeer, Nieuwendammerdijk/Buiksloterdijk, Tuindorp Nieuwendam, Waterlandpleinbuurt und Waterland.[7]

Amsterdam-Oost
- Oostelijk Havengebied, Zeeburgereiland/Nieuwe Diep, IJburg West, IJburg Oost, IJburg Zuid, Middenmeer, Betondorp, Frankendael, Omval/Overamstel, Weesperzijde, Transvaalbuurt, Oosterparkbuurt, Dapperbuurt, Indische Buurt West und Indische Buurt Oost.[7]

Amsterdam-Weesp
- Bloemendalerpolder, Oostelijke Vechtoever, Aetsveldsepolder, Aetsveld, Weesp Zuid, Weesp Binnenstad, Hogewey und Weesp Noord.[7]

Amsterdam-Zuidoost
- Bijlmer Centrum, Bijlmer Oost, Driemond, Nellestein, Gein, Holendrecht/Reigerbos und Amstel III/Bullewijk.[7]

Amsterdam-Zuid
- Museumkwartier, Oude Pijp, Nieuwe Pijp, Zuid Pijp, IJselbuurt, Rijnbuurt, Scheldebuurt, Buitenveldert Oost, Buitenveldert West, Zuidas, Prinses Irenebuurt e.o., Stadionbuurt, Hoofddorppleinbuurt, Schinkelbuurt, Willemspark und Apollobuurt.[7]

Amsterdam Nieuw-West
- Bedrijventerrein Sloterdijk, Slotermeer-Noordoost, Slotermeer-Zuidwest, Overtoomse Veld, Westlandgracht, Sloter-/Riekerpolder, Slotervaart Noord, Slotervaart Zuid, Osdorp-Oost, Osdorp-Midden, De Punt, Middelveldsche Akerpolder, Lutkemeer/Ookmeer, Eendracht und Geuzenveld.[7]

Westpoort
- Keine Unterteilung in Stadtteile, sondern lediglich in folgende Viertel (niederländisch buurten): Afrikahaven, Amerikahaven, Westhaven Noord, Westhaven Zuid, Petroleumhaven, Vervoerscentrum, Coenhaven/Mercuriushaven und Alfa-driehoek.[7]

Amsterdam-West
- Sloterdijk, Spaarndammer- en Zeeheldenbuurt, Houthavens, Centrale Markt, Staatsliedenbuurt, Frederik Hendrikbuurt, Kinkerbuurt, Da Costabuurt, Van Lennepbuurt, Helmersbuurt, Vondelbuurt, Overtoomse Sluis, Westindische Buurt, Chassébuurt, Hoofdweg e.o., Geuzenbuurt, Van Galenbuurt, Erasmuspark, De Kolenkit und Landlust.[7]

### Amsterdamer Pegel
Der Amsterdamer Pegel wurde 1683/1684 als Nullpunkt für Höhenmessungen festgelegt. Es wurde der Wasserstand des Mittleren Hochwassers (MHW) gewählt. Dieser Wasserspiegel lag etwa 17 cm über dem Mittelwasser. Der Wasserspiegel der Amsterdamer Grachten liegt heute etwa 40 cm unter dem Meeresspiegel der Nordsee.

### Klima
Das niederländische Wetter variiert in der Regel von einem leichten Frost im Winter mit etwas Schnee bis zu sonnigen Tagen von 20 bis 30 °C im Sommer. Frühling und Herbst sind mild, können aber auch sehr nass und verregnet sein (über 100 mm Niederschlag pro Monat).
Die Amsterdamer Sommer sind im mitteleuropäischen Vergleich sehr mild, so gab es im langjährigen Mittel von 1991–2020 nur 3,7 Hitze- und 21,9 Sommertage pro Jahr. Im Winter gab es durchschnittlich 42,8 Frost- und 5,8 Eistage.
|                        | Jan  | Feb  | Mär  | Apr  | Mai  | Jun  | Jul  | Aug  | Sep  | Okt  | Nov  | Dez  |   |       |
| Mittl. Temperatur (°C) | 3,8  | 4,1  | 6,5  | 9,8  | 13,3 | 16,0 | 18,1 | 18,0 | 15,1 | 11,3 | 7,4  | 4,6  | ⌀ | 10,7  |
| Mittl. Tagesmax. (°C)  | 6,2  | 6,9  | 10,1 | 14,3 | 17,8 | 20,3 | 22,5 | 22,4 | 19,2 | 14,7 | 10,0 | 6,9  | ⌀ | 14,3  |
| Mittl. Tagesmin. (°C)  | 1,2  | 1,0  | 2,8  | 5,2  | 8,6  | 11,3 | 13,5 | 13,4 | 11,0 | 7,7  | 4,5  | 1,9  | ⌀ | 6,9   |
|                        |      |      |      |      |      |      |      |      |      |      |      |      |   |       |
| Niederschlag (mm)      | 66,5 | 54,7 | 51,8 | 39,6 | 53,9 | 64,8 | 82,3 | 98,6 | 84,4 | 86,7 | 85,3 | 81,7 | Σ | 850,3 |
|                        |      |      |      |      |      |      |      |      |      |      |      |      |   |       |
| Sonnenstunden (h/d)    | 2,2  | 3,3  | 4,7  | 6,6  | 7,4  | 7,2  | 7,3  | 6,6  | 5,1  | 3,8  | 2,2  | 1,9  | ⌀ | 4,9   |
|                        |      |      |      |      |      |      |      |      |      |      |      |      |   |       |
| Regentage (d)          | 18,0 | 16,0 | 14,7 | 12,9 | 12,8 | 13,3 | 15,0 | 15,5 | 15,4 | 17,1 | 19,1 | 19,2 | Σ | 189   |
|                        |      |      |      |      |      |      |      |      |      |      |      |      |   |       |
| Luftfeuchtigkeit (%)   | 87,3 | 84,9 | 81,0 | 75,6 | 74,5 | 76,3 | 77,2 | 78,3 | 81,8 | 84,9 | 88,4 | 88,5 | ⌀ | 81,5  |

| 1,2 |

| 1,0 |

| 2,8 |

| 5,2 |

| 8,6 |

| 11,3 |

| 13,5 |

| 13,4 |

| 11,0 |

| 7,7 |

| 4,5 |

| 1,9 |

| 1,2 |

| 1,0 |

| 2,8 |

| 5,2 |

| 8,6 |

| 11,3 |

| 13,5 |

| 13,4 |

| 11,0 |

| 7,7 |

| 4,5 |

| 1,9 |

|                        | Jan  | Feb  | Mär  | Apr  | Mai  | Jun  | Jul  | Aug  | Sep  | Okt  | Nov  | Dez  |   |       |
| Mittl. Temperatur (°C) | 2,4  | 2,7  | 5,0  | 8,0  | 12,1 | 15,0 | 16,6 | 16,7 | 14,3 | 10,8 | 6,3  | 3,6  | ⌀ | 9,5   |
| Mittl. Tagesmax. (°C)  | 4,6  | 5,4  | 8,4  | 11,9 | 16,4 | 19,2 | 20,6 | 20,9 | 18,2 | 14,2 | 8,9  | 5,8  | ⌀ | 12,9  |
| Mittl. Tagesmin. (°C)  | 0,0  | −0,1 | 1,8  | 3,9  | 7,6  | 10,5 | 12,3 | 12,3 | 9,5  | 7,4  | 3,7  | 1,2  | ⌀ | 5,9   |
|                        |      |      |      |      |      |      |      |      |      |      |      |      |   |       |
| Niederschlag (mm)      | 62,1 | 61,6 | 58,9 | 41,0 | 48,3 | 67,5 | 65,8 | 61,4 | 82,0 | 85,1 | 89,0 | 74,9 | Σ | 797,6 |

| 0,0 |

| −0,1 |

| 1,8 |

| 3,9 |

| 7,6 |

| 10,5 |

| 12,3 |

| 12,3 |

| 9,5 |

| 7,4 |

| 3,7 |

| 1,2 |

| 0,0 |

| −0,1 |

| 1,8 |

| 3,9 |

| 7,6 |

| 10,5 |

| 12,3 |

| 12,3 |

| 9,5 |

| 7,4 |

| 3,7 |

| 1,2 |

In den letzten 30 Jahren sind die Temperaturen in Amsterdam im langfristigen Mittel gestiegen; betrug die mittlere Tageshöchsttemperatur im August für den Zeitraum 1961 bis 1990 noch rund 21 °C, so liegt sie für die Jahre 1991 bis 2020 bei etwa 22 °C. Auch die Winter sind wärmer geworden; lag die durchschnittliche Tageshöchsttemperatur im Januar für die Jahre 1961 bis 1990 noch bei 4,6 °C, so waren es für den Zeitraum 1991 bis 2020 6,2 °C.
Der jährliche Gesamtniederschlag ist ebenfalls angestiegen; lag die Niederschlagshöhe im Mittel der Jahre 1971–2000 bei etwa 798 mm, so betrug sie für den Bezugszeitraum 1991–2020 ungefähr 850 mm.

### Zeitzone
Amsterdam sowie die gesamten europäischen Niederlande liegen in der Mitteleuropäischen Zeitzone. Da die Stadt weit westlich in dieser Zeitzone liegt, steht die Sonne erst um 12:40 Uhr (während der Sommerzeit um 13:40 Uhr) genau im Süden. Dies führt im Sommer zusammen mit der nördlichen Lage der Stadt zu einem späten Sonnenuntergang; im Hochsommer kann es bis 23 Uhr noch hell sein.

## Geschichte

### Namensgeschichte
Der Name der Stadt leitet sich von einem im 13. Jahrhundert errichteten Damm mit Schleuse im Fluss Amstel ab; dort entstand ein Fischerort, der den Namen Amstelredam trug. Der lateinische Name lautete Amstelodamum, später Amstelaedam (Amstelædam). Die Abdeichung der Flussmündung wurde nötig, um die zuvor entstandene Bebauung an beiden Flussufern vor Sturmfluten zu schützen, denn die damalige Zuiderzee war eine offene Bucht zur Nordsee, und das Land senkte sich aufgrund von Entwässerungsmaßnahmen. Der in die Amstel gelegte Damm verband die zuvor auf beiden Seiten entstandenen Siedlungskerne, die heute als Oude Zijde und Nieuwe Zijde (alte und neue Seite) bezeichnet werden.
An der Stelle des Amstel-Damms entstand im Laufe des Mittelalters ein städtischer Platz, der noch heute den Namen Dam trägt und den Mittelpunkt der Stadt darstellt.
Im Alltag wird gern die Kurzbezeichnung A’dam verwendet (so zum Beispiel offiziell im Namen des A’DAM-Turms).

### Amsterdam ab dem Mittelalter
Bis in das 13. Jahrhundert war die heutige Provinz Holland zum größten Teil schlecht besiedelbar. Es handelte sich um ein sehr feuchtes Gebiet, das hauptsächlich aus Moor und Sumpfland bestand und von mehreren Flüssen durchschnitten war. Einer dieser Flüsse war die Amstel, die in den IJ genannten Meeresarm mündete. Durch Sturmfluten hatte der IJ die Amstelmündung zu einer schmalen, länglichen Bucht verbreitert. Rund um diese herum hatten sich bis 1230 etwa 500 Fischer in Hütten angesiedelt.

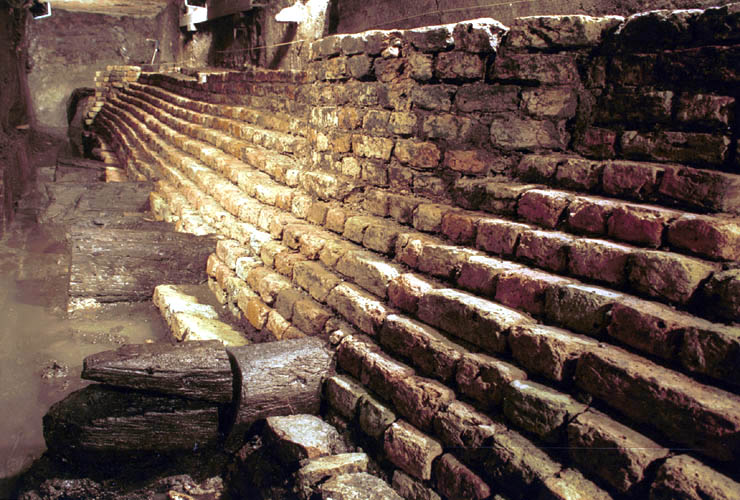
Grundmauern des Kasteel van Amstel

Herren des Amstellandes um den gleichnamigen Fluss war die Adelsfamilie van Amstel, die als Ministerialen des Hochstifts Utrecht auf der Burg in Ouderkerk aan de Amstel saßen, bis diese 1204 von rebellischen Bauern aus dem Kennemerland zerstört wurde. Sie errichteten sich daraufhin eine neue Burg, das Kasteel van Amstel, dessen vermutete Fundamente bei Ausgrabungen 1994 bis 1999 unter der heutigen Straße Nieuwezijds Kolk gefunden wurden. Um 1270 ließen sie den Fluss an der Stelle, wo er sich zur Bucht verbreiterte, durch den namensgebenden Dam abtrennen. Aus dieser Zeit existiert ein Vertrag zwischen Gijsbrecht IV. van A(e)mstel, der 1265 den Besitz erbte, und seinem Bruder Willem, Provost in Mijdrecht, über die Entwässerung seines Grundbesitzes in die Amstel. Die Siedlung wurde erstmals 1275 als „Amstelledamme“ erwähnt. Von diesem Damm aus verlief der Deich beiderseits der Bucht in Kurven nach Norden, wo die heutigen Straßen Nieuwendijk und Warmoesstraat (und weiter südöstlich der Zeedijk) noch immer höher verlaufen als ihre Umgebung. Solche Deiche entstanden auch andernorts entlang der Zuiderzee. Nach archäologischen Ausgrabungen erweist sich das alte Kinderlied Amsterdam, die schöne Stadt, ist gebaut auf Pfählen als durchaus richtig: Tatsächlich konnten nur mit Hilfe unzähliger Pfähle als Untergrund – bis zu 18 Meter tief durch den morastigen Boden in den festen Sand gerammt – Häuser und Straßen im Sumpfland gebaut werden. Als erste Kirche entstand in der zweiten Hälfte des 13. Jahrhunderts die Oude Kerk anstelle einer hölzernen Kapelle. Ab 1408 folgte die größere Nieuwe Kerk.
Florens V., Graf von Holland, versuchte sich des neuen Handelshafens zu bemächtigen und gewährte dessen Händlern Zollfreiheit. Gijsbrecht van Amstel, der gegen den Bischof von Utrecht rebelliert hatte, musste sich 1285 dem Grafen als Vasall unterwerfen, war jedoch 1296 in dessen Ermordung verwickelt. Sein Sohn Jan van Amstel nutzte 1303 eine flandrische Invasion in Holland, um sich von diesem loszusagen, wurde jedoch nach Abzug der Flamen unterworfen und musste die Stadtmauern schleifen und die Brücken zerstören; der Ort verlor alle Handelsprivilegien. Diese wurden erst nach der endgültigen Eingliederung Amsterdams in die Grafschaft Holland 1317 erneuert. Sodann wurden Amsterdam auch Stadtrechte verliehen, wie sie zuvor schon Dordrecht, Haarlem, Delft und Leiden erhalten hatten. Unter den Grafen von Avesnes und ihren Nachfolgern, den Wittelsbachern der Linie Straubing-Holland, erlebte Holland eine Periode des Wohlstands, die mit dem Eindringen der burgundischen Macht beendet wurde – 1433 fiel Holland an Philipp den Guten, der es von Brüssel aus regierte. Der Haken-und-Kabeljau-Krieg zwischen 1350 und 1490 war ein lange schwelender Machtkampf des Bürgertums in den holländischen Städten, im Bündnis mit den Burgunderherzögen, gegen die Interessen des lokalen Feudaladels.

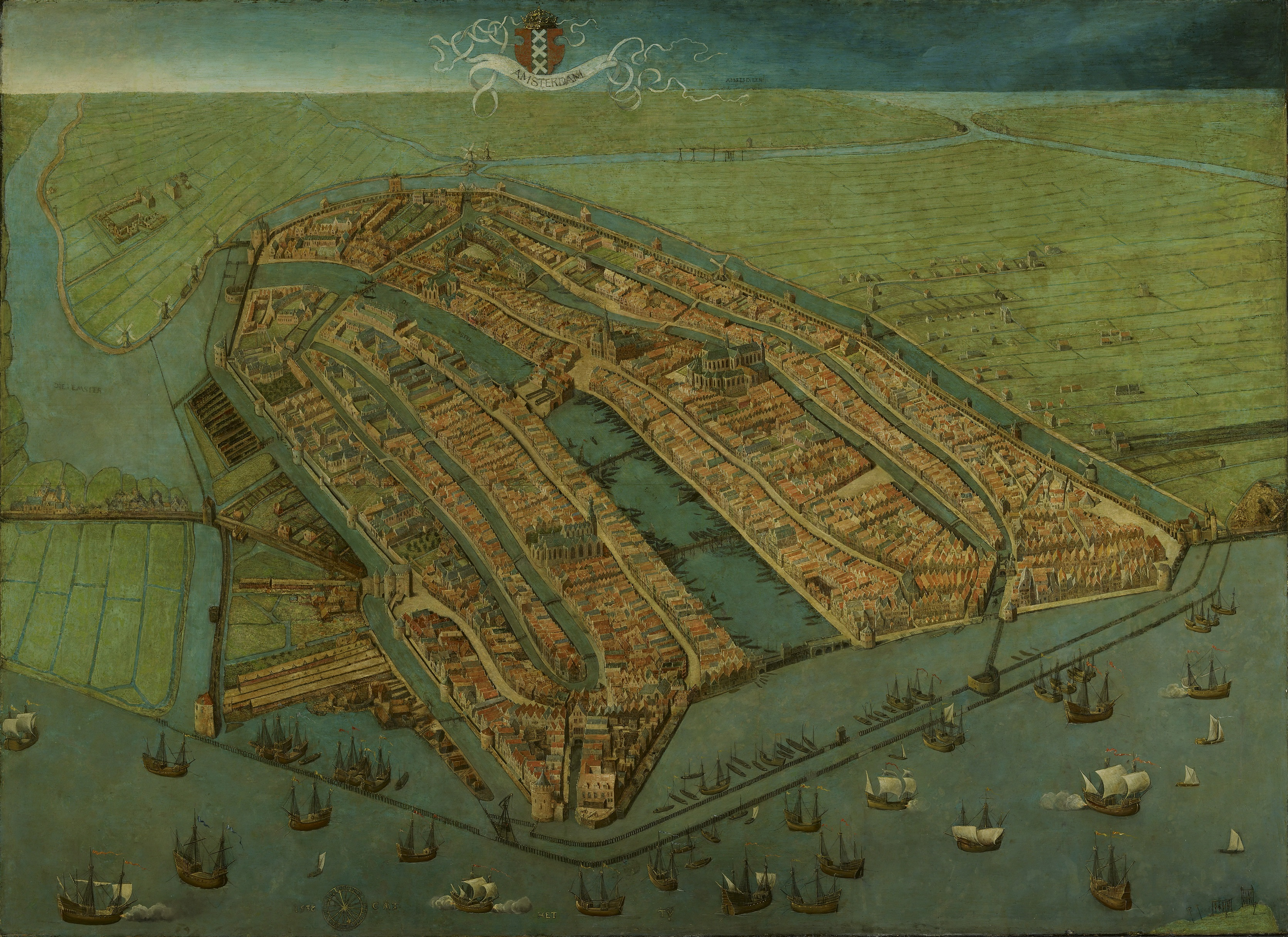
Älteste bekannte Gesamtansicht von Amsterdam von Cornelis Anthonisz. (1538)

Der Fischfang, anfangs die bedeutendste Erwerbsquelle, wich allmählich dem Handel, vor allem mit getrocknetem oder gepökeltem Hering von der schwedischen Südküste und mit Bier aus Hamburg, für das Amsterdam 1323 ein Importmonopol erhielt. 1347 werden erstmals Schleusen erwähnt, die den mühsamen Transport der Ware über den Damm entbehrlich machten, indem die Schiffe mit niedergelegten Masten hindurch fahren konnten. Später kamen auch Schleusen am Einlauf der Amstel in die Stadt und an ihrer Mündung in den IJ hinzu, und Kanäle durchzogen und umschlossen die Stadt, wie auf der Darstellung von Cornelis Anthonisz. von 1538 zu sehen ist. Zu dieser Zeit hatte die Stadt etwa 30.000 Einwohner und bestand aus dem Kern der heutigen Altstadt. Amsterdam war nie Mitglied der Hanse, mit der es zu Handelskonflikten und Streit über die Passage durch den Öresund kam, der 1441 durch Vergleich beigelegt wurde. Durch neue Techniken (sofortiges Ausnehmen der Fische noch an Bord) wurde auch der Fischfang in der Nordsee effizienter. Aus dem Mittelmeerraum wurden Salz und Südfrüchte importiert. Amsterdam wurde zu einem Stapel- und Umschlagsmarkt und die Waren wurden weiterverarbeitet, was Produktionstechniken, Wissenschaften, Bank- und Versicherungsgeschäfte und Druckereien entstehen ließ.
In der Stadtregierung Amsterdams konnten ursprünglich alle männlichen Bürger sitzen, welche die Stadtrechte besaßen, sie wurden Poorter genannt. Im Mittelalter wurden die Schouts (Schultheißen) und die Ratsherren (Schepen) durch den Grafen von Holland oder dessen Vertreter, den Baljuw (Vogt) van Amstelland, eingestellt. Im Laufe des Spätmittelalters erreichten es die Patrizier aber, die Handwerker aus der Stadtregierung auszuschließen und faktisch eine Oligarchie zu errichten. Wie in anderen niederländischen Städten ernannte die aus 36 Personen bestehende Vroedschap den Magistrat, der seit dem ausgehenden 14. Jahrhundert aus vier Bürgermeistern und einer Anzahl Schepen bestand. Die vier gleichzeitig amtierenden Bürgermeister, die Regenten von Amsterdam, blieben jeweils für ein Jahr im Amt. Wenn der am längsten Dienende ausschied, wählten die drei anderen einen Nachfolger aus dem Magistrat. So war sichergestellt, dass die mächtige Regentschaft wenigen Familien vorbehalten blieb. Dieses Regierungssystem endete erst 1795 mit den französischen Revolutionsgesetzen in der Batavischen Republik.

### Religiöse Konflikte und Unabhängigkeitskrieg
1477 fiel das burgundische Erbe – Holland mit den Nachbarländern – an die Habsburger. Maximilian I. verlieh Amsterdam als Dank für ein Darlehen von 10.000 Pfund Silber 1489 das Recht, die Reichskrone über das Stadtwappen zu setzen – ein anhaltender Prestigegewinn. Unter seinem Enkel Kaiser Karl V. wurde die Grafschaft Holland in die Siebzehn Provinzen eingegliedert. Die bedeutendsten Häfen blieben dort allerdings zunächst Antwerpen und Rotterdam, vor allem für Waren aus den neuen Kolonien in Südamerika.
Seit 1492 kamen infolge des Alhambra-Edikts aus Spanien vertriebene Juden nach Amsterdam, seit Mitte des 16. Jahrhunderts auch aschkenasische Juden aus Polen. Sie wurden ein Teil der Stadt (siehe auch Jodenbuurt). Es gab zahlreiche Synagogen und mehrere jüdische Druckereien.

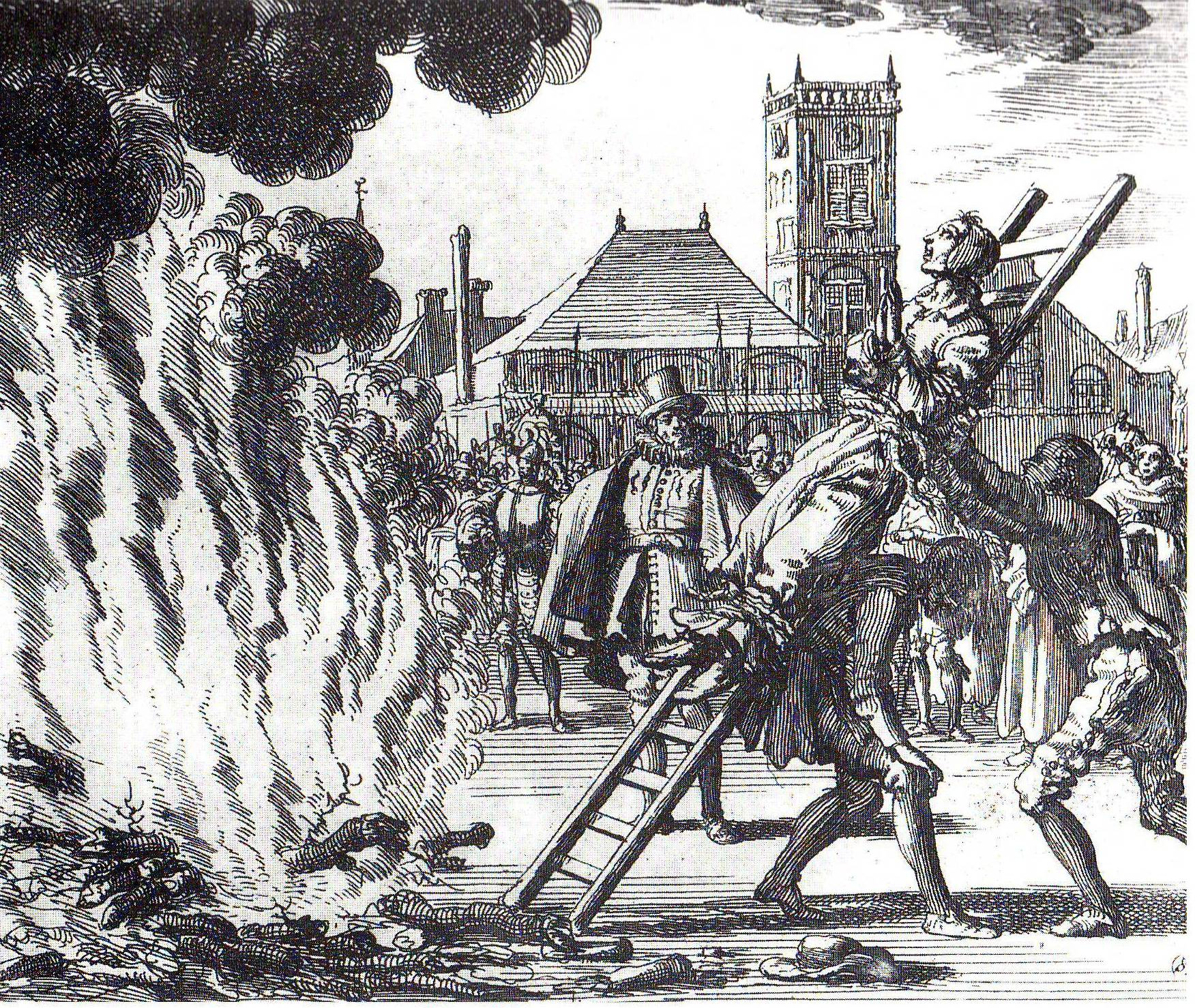
Hexenverbrennung in Amsterdam (1571)

Ein Täuferaufstand wurde 1535 grausam niedergeschlagen. Die Reformation führte ab etwa 1550 zur Verbreitung des Calvinismus. 1566 löste der Bildersturm den Konflikt mit Kaiser Karls Sohn und Erben, Philipp II. von Spanien, aus und wurde zum äußeren Anlass für den Beginn des Achtzigjährigen Krieges mit Spanien. Philipp II. entsandte 1567 eine Armee in die Niederlande, welche die Rebellion niederschlagen sollte und vom Herzog von Alba geführt wurde, der ein Schreckensregiment errichtete und die Protestanten mit Hilfe der Inquisition unnachsichtig verfolgte.
Dagegen begannen 1568 die Geuzen einen Aufstand, an deren Spitze sich Philipps früherer Statthalter Wilhelm I. von Oranien-Nassau setzte. Die meisten Städte des Nordens schlossen sich den Aufständischen an, nur Amsterdam und Middelburg unterstützten die Spanier, die von hier aus im Winter 1572/1573 Haarlem belagerten und schließlich eroberten. 1576 schlossen sich alle niederländischen Provinzen in der Genter Pazifikation gegen Spanien zusammen. Am 8. Februar 1578 schloss Amsterdam einen Friedensvertrag mit dem Prinzen von Oranien und den übrigen holländischen Provinzen. Einige Monate später fand im Rat der Stadt ein Umsturz statt, die Alteratie von Amsterdam, und die Unterstützer Spaniens sowie der höhere katholische Klerus wurden auf zwei Barken gesetzt und in den IJ hinausgestoßen. Die Oude und die Nieuwe Kerk wurden reformiert.
1579 zerfiel die Union in eine nördliche, protestantische, genannt die Utrechter Union, zu der Amsterdam gehörte, und eine südliche, hauptsächlich katholische Union von Arras. 1581 erklärten die nördlichen Sieben Provinzen ihre formelle Unabhängigkeit von Spanien. Hier dominierte der Calvinismus, war jedoch keine Staatskirche, während der Süden als Spanische Niederlande katholisch blieb. Amsterdam war religiös vergleichsweise tolerant, die katholischen Klöster in der Stadt wurden ebenso geduldet wie Gebetshäuser von Mennoniten und Lutheranern. So ist Amsterdam noch heute überwiegend calvinistisch, aber zugleich Zentrum des eher kleinen niederländischen Luthertums. 1609 gründeten kongregationalistische Glaubensflüchtlinge aus England unter der Leitung von John Smyth und Thomas Helwys in einer Bäckerei an der Amsterdamer Bakkerstraat die erste Baptistengemeinde als Keimzelle einer der heute größten protestantischen Kirchengemeinschaften. Die calvinistische Reformsekte der Remonstranten geriet allerdings politisch unter Druck.
Der Widerstand Amsterdams verhinderte, dass Wilhelm von Oranien Monarch wurde und den historischen Titel Graf von Holland erhielt; stattdessen wurde er Statthalter der Republik der Vereinigten Niederlande, deren Machtzentrum das Parlament wurde, das bis heute die Bezeichnung Generalstaaten führt. Diese Konstellation führte zu einer generationenlangen Rivalität zwischen oligarchischen Stadtregenten und der im Volk populären Statthalter-Dynastie der Oranier. 1584 ermordete ein katholischer Fanatiker Wilhelm in Delft. Sein Sohn Moritz folgte ihm nach und der Kampf um die südlichen und nordöstlichen Provinzen wogte weiter hin und her, bis 1607 die Spanier in der Seeschlacht bei Gibraltar besiegt werden konnten, worauf sie sich gezwungen sahen, 1609 in Antwerpen einem Waffenstillstand zuzustimmen, der zwölf Jahre lang hielt. 1621 brach der Konflikt mit Spanien im Rahmen des Dreißigjährigen Krieges erneut aus und wurde formell erst 1648 mit dem Westfälischen Frieden beendet, der die internationale Anerkennung der Republik der Vereinigten Niederlande brachte und zugleich deren Ausscheiden aus dem Heiligen Römischen Reich.

### Goldenes Zeitalter und Folgezeit

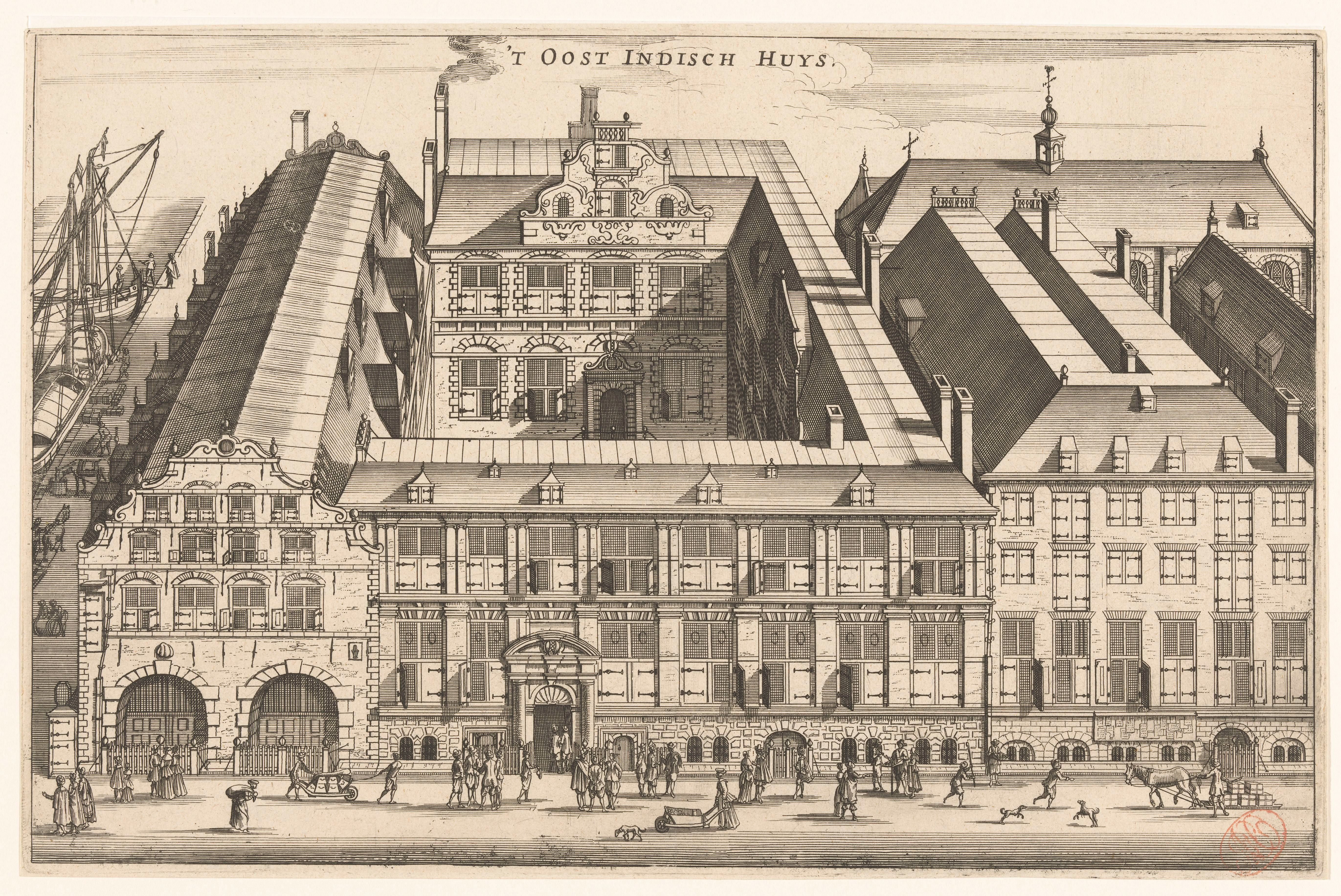
Das Ostindische Haus in Amsterdam (Mitte 17. Jh.)

Gerrit Berckheyde, Das von 1648 bis 1665 erbaute Stadhuis (Paleis op de Dam)

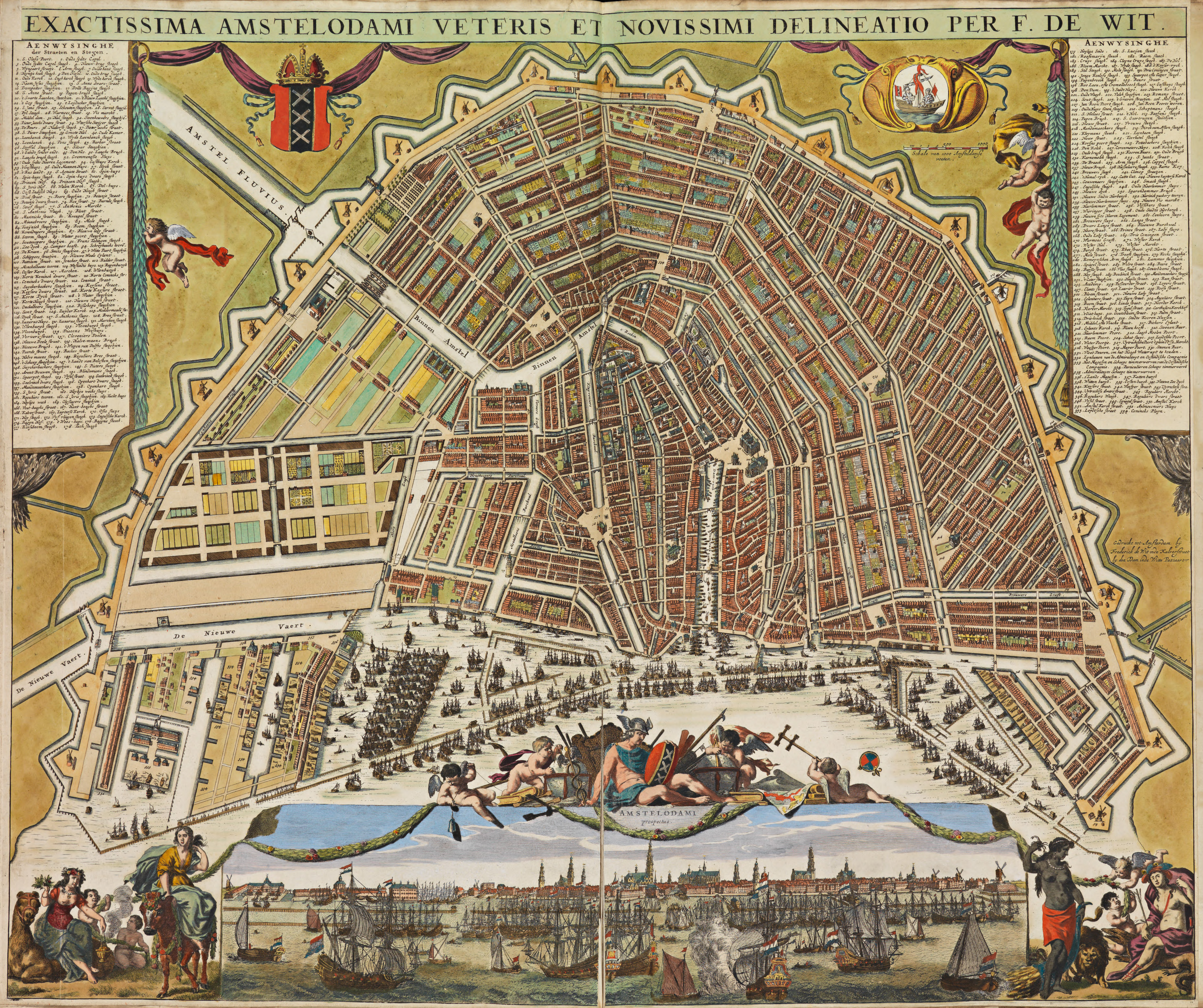
Stadtkarte um 1699

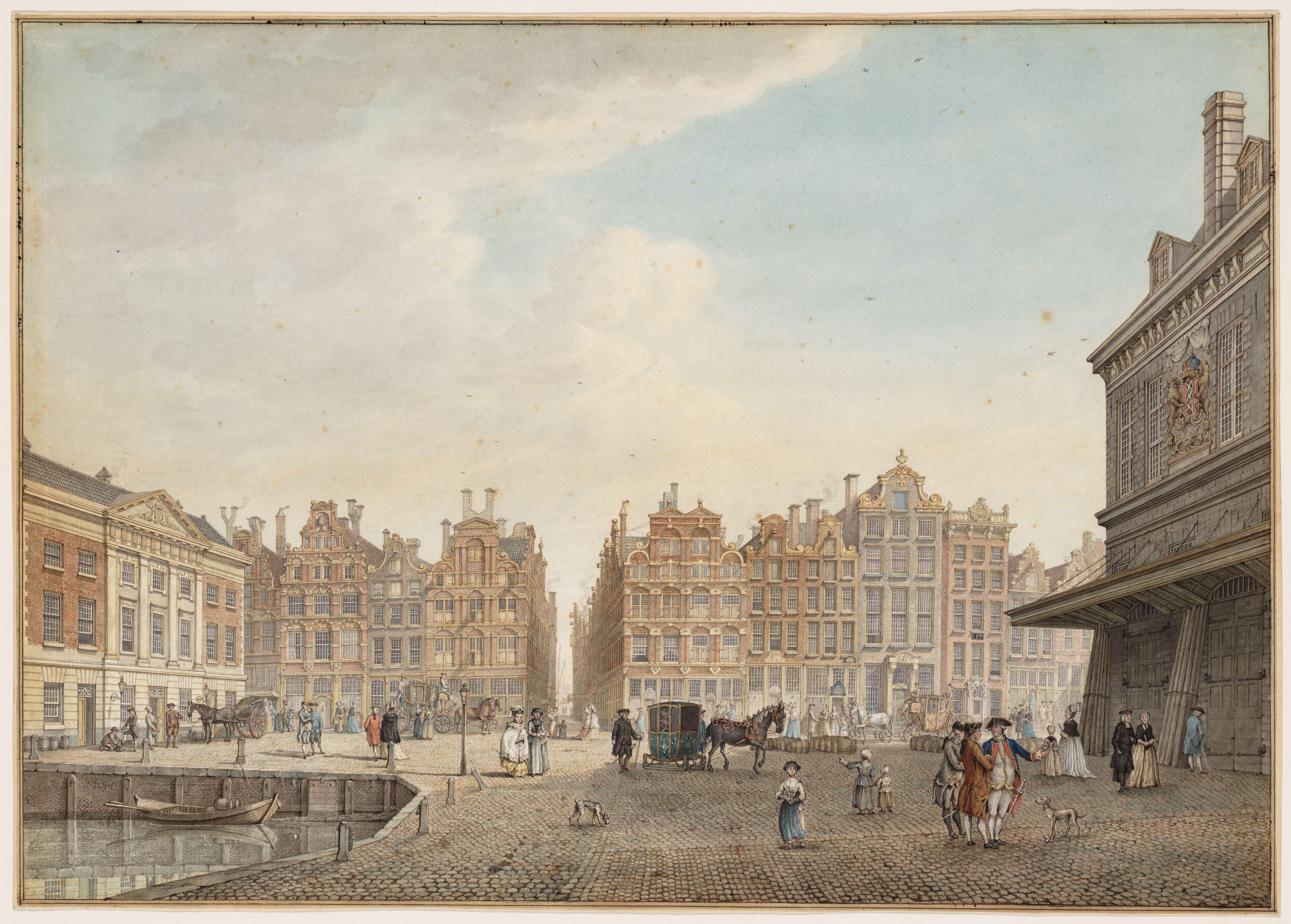
Zeichnung von Amsterdams Hauptplatz Dam (1779)

Die Einverleibung Portugals durch Spanien im Jahr 1580 hatte die nördlichen Niederlande dazu gezwungen, selbst Schiffe nach Indien fahren zu lassen. Die ersten Fahrten wurden von Amsterdam aus unternommen und führten gleich zu einem großen Erfolg. Angeregt durch dieses Ergebnis, wurden bald überall im Land Pläne geschmiedet, weitere Schiffe nach Indien zu schicken. Aus diesen Einzelinitiativen entstand 1602 die Vereenigde Oost-Indische Compagnie (VOC). Bewohner Amsterdams zeichneten mehr als die Hälfte des gesamten Kapitals, das in das neue Unternehmen investiert wurde, davon zwei Fünftel Kleininvestoren (Handwerker), sowie 84 Großinvestoren. 1621 etablierte sich auch die Niederländische Westindien-Kompanie, die 1626 die Stadt Nieuw Amsterdam gründete, die seit 1667 New York heißt. Die Amsterdamer Wechselbank genoss weltweite Reputation. Diese Handelsgesellschaften machten die Republik zur weltumspannenden See- und Handelsmacht, wodurch nach dem Waffenstillstand mit Spanien 1609 das Goldene Zeitalter der Niederlande anbrach. Dieser kleine, einwohnerschwache Staatsverband, der über keine Rohstoffe verfügte und dessen landwirtschaftliche Produktion unbedeutend war, wurde zur großen Wirtschaftsmacht in der Mitte des 17. Jahrhunderts und Amsterdam zum wichtigsten europäischen Handelsplatz, bedeutendsten Stapelmarkt sowie zur wohlhabendsten Stadt des Kontinents, die sich mit dem von 1648 bis 1665 erbauten Stadhuis (heute Paleis op de Dam) ein prachtvolles Rathaus errichtete. Die Bevölkerung wuchs zwischen 1600 und 1662 von etwa 40.000 auf 210.000 Einwohner an, die Stadt wurde durch neue Grachten erweitert und erhielt zahlreiche neue Kirchen und Sozialeinrichtungen. In den Lagerhäusern stapelten sich Gewürze, Seide und andere Kostbarkeiten aus Indien und dem Pazifikraum; Wissenschaften und Literatur, Architektur, Bildhauerei und Malerei (Rembrandt und seine Schule) erreichten Höhepunkte.
Der soziale Status in der niederländischen Gesellschaft wurde neben dem familiären Hintergrund und der Ausbildung maßgeblich durch Vermögen und Einkommen bestimmt – ungewöhnlich im Europa des 17. Jahrhunderts, wo der persönliche Status noch überwiegend durch die Ständeordnung, also durch Geburt, vorgezeichnet war. An der Spitze der Gesellschaft in den Niederlanden rangierten Adel und Regenten, zu denen in Amsterdam die Boelens Loen, Hooft, De Graeff, Bicker und Pauw zählten. Am Höhepunkt des Goldenen Zeitalters, der Ersten Statthalterlosen Periode von 1650 bis zum Rampjaar 1672, lag die politische Macht innerhalb Hollands hauptsächlich bei zwei staatsgesinnten, sprich republikanischen, Familien. In Amsterdam lag diese bei den Gebrüdern Cornelis und Andries de Graeff, und in Den Haag bei den Gebrüdern Johan und Cornelis de Witt, den Anführer der staatsgesinnten (republikanischen) Fraktion Hollands, was durch deren enge Zusammenarbeit und gegenseitige Verwandtschaft verstärkt wurde.
Der Erfolg führte aber auch zu einer Rivalität mit den Großmächten England und Frankreich. Zwischen 1652 und 1674 fanden drei englisch-niederländische Seekriege statt und im Zweiten Nordischen Krieg mussten die Niederlande gleichzeitig ihre Handelsinteressen in der Ostsee verteidigen. Der Ratspensionär Johan de Witt und der Flottenkommandant Michiel de Ruyter prägten diese Zeit. Im Rampjaar, dem Katastrophenjahr 1672, gerieten die Niederlande gleichzeitig in einen Krieg mit Frankreich und England. Der Holländische Krieg endete 1679 mit Vorteilen für die französische Krone. Durch die Kriegswirren wurde der Hafen Amsterdams unerreichbar für die Handelsflotte mit Waren aus Indien. Hinzu kamen sinkende Preise, die englische Konkurrenz in Übersee, die Schädigung von Schiffen und Holzpfählen der Deiche durch den Schiffsbohrwurm und nachfolgende Überschwemmungen sowie die Rinderpest, die den Export von Käse und Butter zum Erliegen brachte.
Dies leitete den Niedergang Amsterdams als Umschlaghafen für den Welthandel ein und führte zum Ende des Jahrhunderts zu einer Änderung der wirtschaftlichen Strukturen; Amsterdam verlor seine Stellung als bedeutende Hafenstadt, gewann aber zunehmend Einfluss auf den europäischen Geldmarkt. Amsterdam schaffte es, zum finanziellen Zentrum der Welt zu werden – als Bankier für europäische Fürsten, die mit geliehenem Geld ihre kostspieligen Kriege führten. So legten die reichen Bürger der Stadt aber nun ihr Geld in den Nachbarländern an. Die Börse führte das prolongatie System ein, eine Variante des Lombardkredits, das bis zum Ersten Weltkrieg sehr erfolgreich war. Die Besonderheit war, dass die Kredite sehr kurzfristig, meist für einen Monat, abgeschlossen, aber ohne zusätzliche Gebühren mehrmals verlängert werden konnten.
1688 wurde der Statthalter Wilhelm III. von Oranien englischer König. Als er 1702 starb, ruhte die Statthalterwürde und es trat eine Rückbesinnung auf die antizentralistische Tradition der städtischen Regenten ein. Erst 1747 wurde Wilhelm IV. wieder Statthalter aller Provinzen. Das von Frankreich ausgehende Zeitalter der Aufklärung brachte Unruhen, Anprangerung der Missstände und Systemkritik an der unbegrenzten Herrschaft der dem Volk entfremdeten Regenten. 1795 wurde die Batavische Republik ausgerufen, als Satellitenstaat des napoleonischen Frankreichs.
Bei seiner Ernennung zum König von Holland am 23. Juni 1806 erklärte Louis Bonaparte Amsterdam zu seiner Hauptstadt. Dies konnte jedoch nicht verhindern, dass Amsterdam in den ersten Jahrzehnten des 19. Jahrhunderts allmählich zu einer „toten“ und verarmten Stadt wurde. Im Zuge der Befreiungskriege rückten die französischen Truppen Mitte November 1813 aus Amsterdam ab. Am 16. November erhoben sich die Amsterdamer Bürger erfolgreich gegen die verbliebenen Franzosen und vertrieben die Besatzer.
Einen neuen Aufschwung erlebte die Stadt erst, als 1876 der Noordzeekanaal eröffnet wurde, der Amsterdam eine Verbindung zur Nordsee und damit mit dem Vereinigten Königreich und den Vereinigten Staaten verschaffte. Erneut wurde Amsterdam Mittelpunkt des kulturellen und wissenschaftlichen Lebens, obgleich es ökonomisch allmählich, besonders nach dem Zweiten Weltkrieg, von Rotterdam überflügelt wurde.
Zahlreiche jahrhundertealte Denkmäler zieren den Stadtkern. Fast 7000 Kaufmanns- und Lagerhäuser sowie beinahe 1300 Brücken aus dem 16. bis 18. Jahrhundert zeugen von diesem Goldenen Zeitalter. Die Handelshäuser wurden entlang der 165 Grachten gebaut, die als Transportwege genutzt wurden, um die schnelle Verteilung der Importwaren in der Stadt und zu den Handelskontoren zu bewerkstelligen. Der Amsterdamer Grachtengürtel wurde 2010 auch in die UNESCO-Liste des Welterbes aufgenommen. Das Flussbett der Amstel selbst, Ursprung der Ansiedlung, wurde im 19. und 20. Jahrhundert allerdings zwischen Damrak und Rokin zugeschüttet und überbaut.

### Demographische Entwicklung
| Jahr      | 1600   | 1650    | 1796    | 1830    | 1849    | 1879    | 1899    | 1925    | 2002    | 2006    | 2010    | 2014    | 2018    | 2022    |
| --------- | ------ | ------- | ------- | ------- | ------- | ------- | ------- | ------- | ------- | ------- | ------- | ------- | ------- | ------- |
| Einwohner | 60.000 | 140.000 | 190.000 | 202.400 | 224.000 | 317.000 | 510.900 | 714.400 | 735.628 | 743.193 | 768.146 | 812.053 | 856.928 | 904.704 |

Seit 2011 stellen Einwanderer die Bevölkerungsmehrheit in Amsterdam. Bei den unter 15-Jährigen beträgt ihr Anteil zwei Drittel. Die nach den Niederländern größte Minderheitengruppe sind Marokkaner.

## Politik
Amsterdam ist ein Zentrum des Drogentourismus in Europa. Dies liegt in der liberalen Politik der Niederlande begründet. Im Jahr 2005 gab es rund 750 Coffeeshops in den gesamten Niederlanden, 2009 befanden sich in Amsterdam 228 Coffeeshops.

Logo der Stadt Amsterdam

Von vielen ausländischen Andersdenkenden wurde Amsterdam als neue Heimat gewählt. Ein häufiger Beweggrund dafür war die frühere liberale Politik der Stadt, oft in Kombination mit repressiver Politik im Herkunftsland.
Seit 1998 darf die Polizei Kontrollen bei Personen durchführen; dies geschieht unter dem Namen Amsterdam Wapenvrij („Amsterdam Waffenfrei“). Der Grund war die große Anzahl und der häufige Einsatz von illegalen Waffen. Unter anderem gibt es verstärkte Ausweiskontrollen. Seit dem 1. Januar 2005 gilt in den gesamten Niederlanden eine Ausweispflicht bzw. Mitführpflicht, nach der Personen ab 14 Jahren einen Ausweis mitführen müssen. Allerdings geht es nicht nur um Waffenbesitz, gefunden werden auch größere Mengen an Drogen und Personen, die seit längerem wegen verschiedener Delikte von der Polizei gesucht werden. Im Prinzip kann jede Person, die sich zur Zeit der Kontrollen in den ausgewiesenen Gebieten aufhält, kontrolliert werden. Die Polizei ist zur Kontrolle von Verpackungen und Inhalten von Gütern, Verkehrsmitteln und der Kleidung der Personen ermächtigt. Kontrollen können lediglich in den vom Bürgermeister ausgewiesenen Gebieten durchgeführt werden („Artikel 151B van de Gemeentewet“). Die ausgewiesenen Gebiete sind: De Ruyterkade, IJtunnel, Prins Hendrikkade, Schippersgracht, Rapenburgerplein, Nieuwe Herengracht, Herengracht, Reguliersgracht, Lijnbaansgracht, Nieuwe Vijzelstraat, Weteringlaan, Stadhouderskade, Nassaukade, Leidsegracht, Huidenstraat, Wijde Heisteeg, Singel, Droogbak. In Amsterdam-Zuidoost: Daalwijkdreef, Elsrijkdreef, Provinciale weg, Metrolinie bis zum Bijlmerdreef (Ganzenhoef), ’s Gravendijkdreef, Gaasperparkpad, Kanterhofspad, Nellesteinpad, Karspeldreef, Gooiseweg, Gulden Kruispad, Flierbosdreef, Karspeldreef-Hoogoorddreef.

### Gemeinderat
- SP: 2
- BIJ1: 3
- PvdD: 3
- PvdA: 9
- GL: 7
- D66: 8
- Volt: 2
- VVD: 5
- CDA: 1
- DENK: 2
- JA21: 2
- FvD: 1

Der Gemeinderat wird seit 1982 folgendermaßen gebildet:
| Partei                | Sitze a | Sitze a | Sitze a | Sitze a | Sitze a | Sitze a | Sitze a | Sitze a | Sitze a | Sitze a | Sitze a |
| Partei                | 1982    | 1986    | 1990    | 1994    | 1998    | 2002    | 2006    | 2010    | 2014    | 2018    | 2022    |
| --------------------- | ------- | ------- | ------- | ------- | ------- | ------- | ------- | ------- | ------- | ------- | ------- |
| PvdA                  | 16      | 21      | 12      | 14      | 15      | 15      | 20      | 15      | 10      | 5       | 9       |
| GroenLinks            | –       | –       | 7       | 6       | 7       | 6       | 7       | 7       | 6       | 10      | 8       |
| D66                   | 2       | 3       | 9       | 8       | 4       | 3       | 2       | 7       | 14      | 8       | 7       |
| VVD                   | 10      | 7       | 7       | 8       | 9       | 9       | 8       | 8       | 6       | 6       | 5       |
| Amsterdam BIJ1        | –       | –       | –       | –       | –       | –       | –       | –       | –       | 1       | 3       |
| PvdD                  | –       | –       | –       | –       | –       | –       | –       | 1       | 1       | 3       | 3       |
| Volt                  | –       | –       | –       | –       | –       | –       | –       | –       | –       | –       | 2       |
| SP                    | 0       | 0       | 0       | 1       | 3       | 4       | 6       | 3       | 6       | 3       | 2       |
| JA21                  | –       | –       | –       | –       | –       | –       | –       | –       | –       | –       | 2       |
| Denk                  | –       | –       | –       | –       | –       | –       | –       | –       | –       | 3       | 2       |
| CDA                   | 7       | 6       | 5       | 3       | 3       | 4       | 2       | 2       | 1       | 1       | 1       |
| Forum voor Democratie | –       | –       | –       | –       | –       | –       | –       | –       | –       | 3       | 1       |
| Partij van de Ouderen | –       | –       | –       | –       | –       | –       | –       | –       | 1       | 1       | 0       |
| ChristenUnie          | –       | –       | –       | –       | –       | 0       | 0       | 0       | 0       | 1       | 0       |
| Red Amsterdam         | –       | –       | –       | –       | –       | –       | –       | 1       | 0       | –       | –       |
| Leefbaar Amsterdam    | –       | –       | –       | 0       | 0       | 2       | 0       | 0       | 0       | –       | –       |
| De Groenen            | –       | –       | 2       | 1       | 3       | 1       | 0       | 0       | 0       | –       | –       |
| Amsterdam Anders      | –       | –       | –       | –       | 3       | 1       | 0       | –       | –       | –       | –       |
| Trots op Nederland    | –       | –       | –       | –       | –       | –       | –       | 1       | 0       | –       | –       |
| Mokum Mobiel ’99      | –       | –       | –       | 0       | 1       | 1       | 0       | –       | –       | –       | –       |
| Centrumdemocraten     | –       | 0       | 2       | 4       | 0       | –       | –       | –       | –       | –       | –       |
| Centrumpartij ’86     | –       | –       | 1       | 0       | –       | –       | –       | –       | –       | –       | –       |
| Links Akkoord b       | –       | 6       | –       | –       | –       | –       | –       | –       | –       | –       | –       |
| Centrumpartij         | 0       | 1       | –       | –       | –       | –       | –       | –       | –       | –       | –       |
| Groen Amsterdam       | –       | 1       | –       | –       | –       | –       | –       | –       | –       | –       | –       |
| CPN                   | 6       | –       | –       | –       | –       | –       | –       | –       | –       | –       | –       |
| PSP                   | 3       | –       | –       | –       | –       | –       | –       | –       | –       | –       | –       |
| PPR                   | 1       | –       | –       | –       | –       | –       | –       | –       | –       | –       | –       |
| Gesamt                | 45      | 45      | 45      | 45      | 45      | 45      | 45      | 45      | 45      | 45      | 45      |

Anmerkungen

### College van B&W
In der Legislaturperiode von 2022 bis 2026 wird die Gemeinde von einer Koalition aus PvdA, GroenLinks und D66 regiert. Das College van burgemeester en wethouders setzt sich aus den folgenden Personen zusammen, die in den folgenden Bereichen zuständig sind:
| Funktion         | Name                  | Partei     | Ressort | Anmerkung                      |
| ---------------- | --------------------- | ---------- | --- | ------------------------------ |
| Bürgermeisterin  | Femke Halsema         | GroenLinks | Allgemeinwesen, öffentliche Ordnung und Sicherheit, integrale Sicherheitspolitik, Regulierung und Vollstreckung, Kommunikation, Rechtswesen, Verwaltungsdienst                                      | seit dem 12. Juli 2018 im Amt  |
| Beigeordnete     | Marjolein Moorman     | PvdA       | Bildung, Jugend(hilfe), Armut und Schuldnerberatung, Masterplan Zuidoost | –                              |
| Beigeordnete     | Rutger Groot Wassink  | GroenLinks | Soziales, Betreuung undokumentierter und geflüchteter Menschen, Erwachsenenbildung, Analphabetismus, Einbürgerung, kommunale Immobilien, Demokratisierung, Verwaltungssystem, Masterplan Nieuw-West | –                              |
| Beigeordnete     | Reinier van Dantzig   | D66        | Wohnungsbau, Boden und Entwicklung, Raumordnung | –                              |
| Beigeordnete     | Sofyan Mbarki         | PvdA       | Wirtschaftliches, Sport und Erholung, MBO-Agenda, Berufsbildung, Zutritt zum Arbeitsmarkt, Jugendarbeit, Maßnahmen Innenstadt                                                                       | –                              |
| Beigeordnete     | Zita Pels             | GroenLinks | Nachhaltigkeit und zirkuläre Wirtschaft, Wohnungswesen | –                              |
| Beigeordnete     | Melanie van der Horst | D66        | Verkehr, Transport und Luftqualität, öffentlicher Raum und Grün (mit Artis), Wasser, Masterplan Noord                                                                                               | –                              |
| Beigeordnete     | Hester van Buren      | PvdA       | Finanzen, Personal und Organisation, Koordination Unternehmensführung, Dienstleistung, Flug- und Seehafen, Koordination Einkauf                                                                     | –                              |
| Beigeordnete     | Touria Meliani        | GroenLinks | Kunst und Kultur, Denkmäler und Erbgut, Veranstaltungen, Diversität und Anti-Diskriminierungspolitik                                                                                                | –                              |
| Beigeordnete     | Shula Rijxman         | D66        | Pflege und gesellschaftliche Entwicklung, öffentliche Gesundheit und Prävention, Informationstechnik und digitale Stadt, lokale Medien, Beteiligungen                                               | –                              |
| Gemeindesekretär | Peter Teesink         | –          | – | seit dem 1. Januar 2019 im Amt |

### Bürgermeister

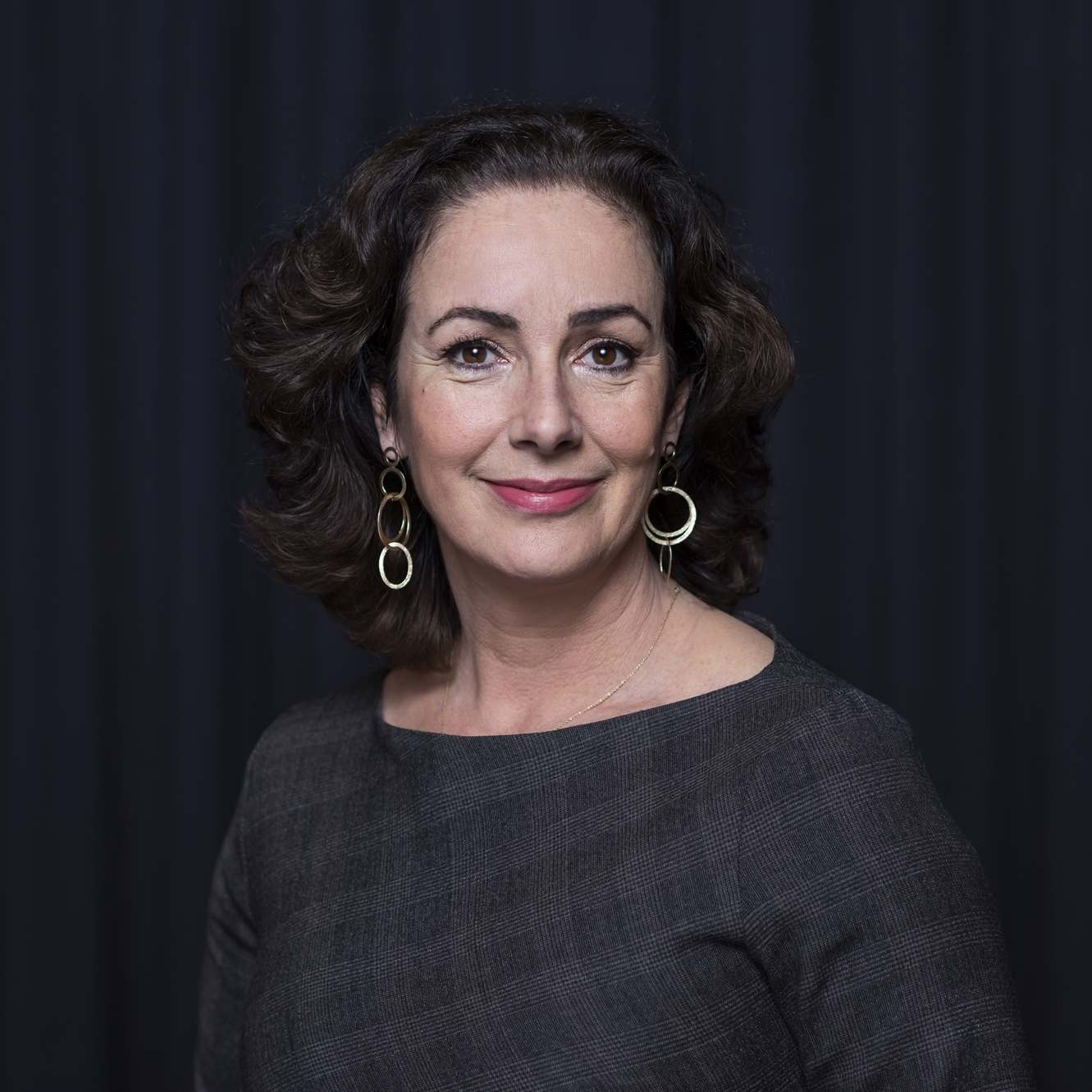
Femke Halsema 2018

Die Bürgermeister von Amsterdam werden durch die Regierung ernannt. Vom 7. Juli 2010 bis zu seinem Tod am 5. Oktober 2017 war der frühere Minister für Bauwesen und Integration, Eberhard van der Laan, Bürgermeister von Amsterdam. Dessen Ämter wurden vom früheren niederländischen Außenminister Jozias van Aartsen vom 4. Dezember 2017 bis zum 5. Juli 2018 kommissarisch übernommen. Seit dem 12. Juli 2018 ist Femke Halsema, ehemalige Fraktions- und Parteivorsitzende von GroenLinks, als erste Frau amtierende Bürgermeisterin. Im Februar 2024 wurde Halsema vom Gemeinderat zur Ernennung für eine weitere Amtsperiode vorgeschlagen.

### Partnerstädte
- Beira, Mosambik
- Algier, Algerien
- Managua, Nicaragua
- Peking, Volksrepublik China
- Sarajevo, Bosnien und Herzegowina
- Manchester, Vereinigtes Königreich
- Kairo, Ägypten
- Zapopan, Mexiko[28]

### Wappen
Blasonierung

Großes Wappen von Amsterdam

„In Rot ein schwarzer Pfahl, mit drei silbernen Flanchis (Andreaskreuzen) belegt.“ Im Großen Wappen dienen zwei goldene rotgezungte Löwen als Schildhalter, im silbernen Band erscheint die Devise in schwarzen Majuskeln „HELDHAFTIG VASTBERADEN BARMHARTIG“, auf dem Schild ruht die goldene Kaiserkrone. – Die Stadtflagge Amsterdams entspricht dem Wappenschild (hängend), in horizontaler Form sind alle Wappenschildinhalte ebenfalls waagerecht angeordnet.
Bedeutung

Die Flagge Amsterdams

Die genaue Bedeutung des Wappens ist unbekannt. Es gibt aber verschiedene Theorien, die von Historikern als plausibel erachtet werden, bisher jedoch nicht weiter belegt werden können. Die zwei vorherrschenden Theorien sind:
- Die drei Kreuze symbolisieren die drei Plagen Flut, Feuer und Pest, die Amsterdam bedrohten.
- Die Kreuze dienten der Identifikation von Furten an alten Handelsrouten. Auch die Wappen umliegender Städte weisen eine ähnliche Anordnung von Kreuzen auf: das Wappen von Amstelveen zählt vier, das von Ouder-Amstel fünf Andreaskreuze.
- Eine weitere Theorie besagt, dass die drei Kreuze an den Apostel Andreas erinnern sollen.

Die Kaiserkrone auf dem Großen Wappen verlieh Maximilian von Österreich der Stadt 1489. Nach der Befreiung vom Nationalsozialismus verlieh die Königin der Stadt im Jahr 1947 den Wahlspruch „Heldenhaft, unentwegt (auch: entschlossen), barmherzig“ als Würdigung der Haltung der Bürger während der Besetzung in den Jahren 1940 bis 1945.
Geschichte

Das kleine Wappen Amsterdams

Amsterdam war im 13. Jahrhundert ein zur Herrschaft der Herren von Amstel gehörendes Fischerdorf. Nachdem es sich zu einem florierenden Handelshafen entwickelt hatte, erhielt das Dorf im frühen 14. Jahrhundert Stadtrechte. Das heutige Wappen nahm die Stadt im 15. Jahrhundert an. Der römisch-deutsche König und spätere Kaiser Maximilian I. verlieh der Stadt 1489 das Recht, seine Krone dem Stadtwappen hinzuzufügen. Dies war der Dank für die finanzielle Unterstützung, die ihm, als Erben der Burgundischen Niederlande, während seiner Auseinandersetzung mit holländischen Adeligen von der Stadt gewährt worden war.
Die Legende jedoch besagt, dass Maximilian während eines Aufenthalts in der Stadt nach einem Gebet in einer der Kirchen von einer schweren Krankheit genesen sei und deshalb das Stadtwappen mit seiner Krone schmücken ließ. Maximilians Krone wurde nach dessen Krönung zum römisch-deutschen Kaiser durch die Kaiserkrone ersetzt. Zur Zeit Kaiser Rudolfs II., der sich eine neue Krone anfertigen ließ, die später zur österreichischen Kaiserkrone wurde, passte man die Form der Krone an. Die Löwen als Schildhalter wurden im 16. Jahrhundert hinzugefügt.
Königin Wilhelmina nahm die Haltung der Bürgerschaft während der Besetzung durch das Deutsche Reich im Zweiten Weltkrieg und besonders den Februarstreik nach dem Abtransport der ersten Juden aus Amsterdam im Februar 1941 zum Anlass, die Stadt mit dem Spruch „Heldhaftig, Vastberaden, Barmhartig“ (Heldenhaft, Standhaft, Barmherzig) zu würdigen. Dieser Wahlspruch kam 1947 ins Wappen.
Das Wappen ist in der Stadt allgegenwärtig, da es nicht nur die in Amsterdam typischen Poller (Amsterdammertjes) ziert, sondern auch Gullydeckel, öffentliche Gebäude und viele Logos.

## Architektur

### Architektonische Besonderheiten
In Amsterdam stehen über 8000 Gebäude unter Denkmalschutz und sechs Stadt- und Dorfansichten sind geschützt.
Da in der Geschichte Amsterdams die Grachten einen der Haupttransportwege für Güter und Menschen darstellten, war es üblich, die Steuern für ein Gebäude nach seiner Breite am Kanal zu bemessen. Folglich entstanden in Amsterdam vorwiegend Häuser, die sehr schmale Vorderfronten entlang der Grachten aufweisen, dafür aber, um genügend Wohnraum oder Lagerplatz für Güter zu bieten, verhältnismäßig lang und hoch sind. Diese Bauweise eignete sich allerdings nicht für die Anlage breiter Treppenhäuser; vielmehr waren die Treppenhäuser meist zu schmal für sperrige Güter oder Möbel. Gegenstände, die nur schwer über das Treppenhaus zu transportieren waren, wurden stattdessen über die Fenster ins Haus befördert. Um diesen Vorgang zu erleichtern, befinden sich an den Giebeln vieler historischer Gebäude vorstehende Balken, an denen sich Flaschenzüge anbringen lassen. Weiterhin sind viele Fassaden leicht nach vorne geneigt, das ist architektonisch so gewollt und wird op vlucht gebaut genannt. Die Vorneigung beträgt 0,2 bis 2,5 cm pro Höhenmeter. Die Giebel konnten wegen der Enge nicht in die Breite gebaut werden, dafür wurden sie in reicher Ausführung in die Höhe gebaut. Giebelvariationen aus vier Jahrhunderten prägen die Altstadt. Treppengiebel, Schnabelgiebel, Halsgiebel, Glockengiebel und Leistengiebel sind besonders häufig zu sehen.
Zum anderen wurden in Amsterdam die Häuser früher auf Holzpfählen gebaut, und diese sind im Laufe der Jahrhunderte langsam vermodert. Daher machen die historischen Stadtteile Amsterdams einen leicht „schiefen“ oder „verzerrten“ Eindruck. Amsterdam steht auf rund fünf Millionen Holzpfählen, die wegen des feuchten, sandigen Untergrundes notwendig sind. Heute werden wegen längerer Haltbarkeit, einfacherer Baumethoden und größerer Tiefe Betonpfähle verwendet. Der Hauptbahnhof steht auf rund 8600 Pfählen, der Königliche Palast auf 13.659 Pfählen. Ein großer Teil dieser Holzpfähle wurde aus dem Schwarzwald und dem Frankenwald mit Flößen herbeigeschafft. So stammen sämtliche Pfähle des Hauptbahnhofs aus dem Frankenwald. Auch das Bauholz für Häuser und Schiffe sowie das Brennholz wurde mit Flößen aus diesen Wäldern antransportiert.

### Sakralbauten
- Amstelkerk (1668–1670, Umgestaltung 1840)
- De Duif (1858)
- Sint-Ignatiuskerk (De Zaaier), 1929 im Stil des Traditionalismus erbaut, bis 1971 im Gebrauch der Römisch-Katholischen Kirche, 1981 zur Islamischen Moschee umgewidmet
- De Krijtberg (1881) römisch-katholische Jesuitenkirche des Heiligen Franziskus Xaverius
- Ronde Lutherse Kerk (1668–1671) säkularisiert 1935
- Mozes en Aäronkerk (1837–1841)
- Nieuwe Kerk (1408)
- Sint-Nicolaasbasiliek (1884–1887)
- Noorderkerk (1620–1623)
- Ons’ Lieve Heer op Solder – Museum Amstelkring (verborgene Kirche) (1661)
- Oosterkerk (1669–1671), seit 1985 nicht mehr sakral genutzt
- Oude Kerk (erste steinerne Kirche an dieser Stelle 1325 errichtet, 1560 in der heute bekannten Form vollendet) Die Oude Kerk ist die wohl einzige Kirche der Welt, deren Kirchplatz fast ausschließlich von Bordellen umsäumt ist.
- Paradiso (1879–1880) ursprünglich Kirche der Freien Gemeinde (ndl. Vrije Gemeente), 1968 als Cosmic Relaxation Center Paradiso umgewidmet zum Jugendzentrum, heute Konzerthalle (Rock, Folk, Soul, Country, Reggae, Blues), Club und Kulturzentrum
- Portugiesische Synagoge Amsterdams (eingeweiht 1675)
- Uilenburger Synagoge
- Gerard Dou Synagoge
- Posthoornkerk (1860–1889), seit 1963 nicht mehr sakral genutzt
- Singelkerk (1639–1640)
- Sint Olofskapel, im Kern spätgotisch, Konferenzzentrum
- Waalse Kerk
- Westerkerk (1620–1631)
- Zuiderkerk (1603–1611), seit 1970 nicht mehr sakral genutzt

### Gebäude der Amsterdamer Schule

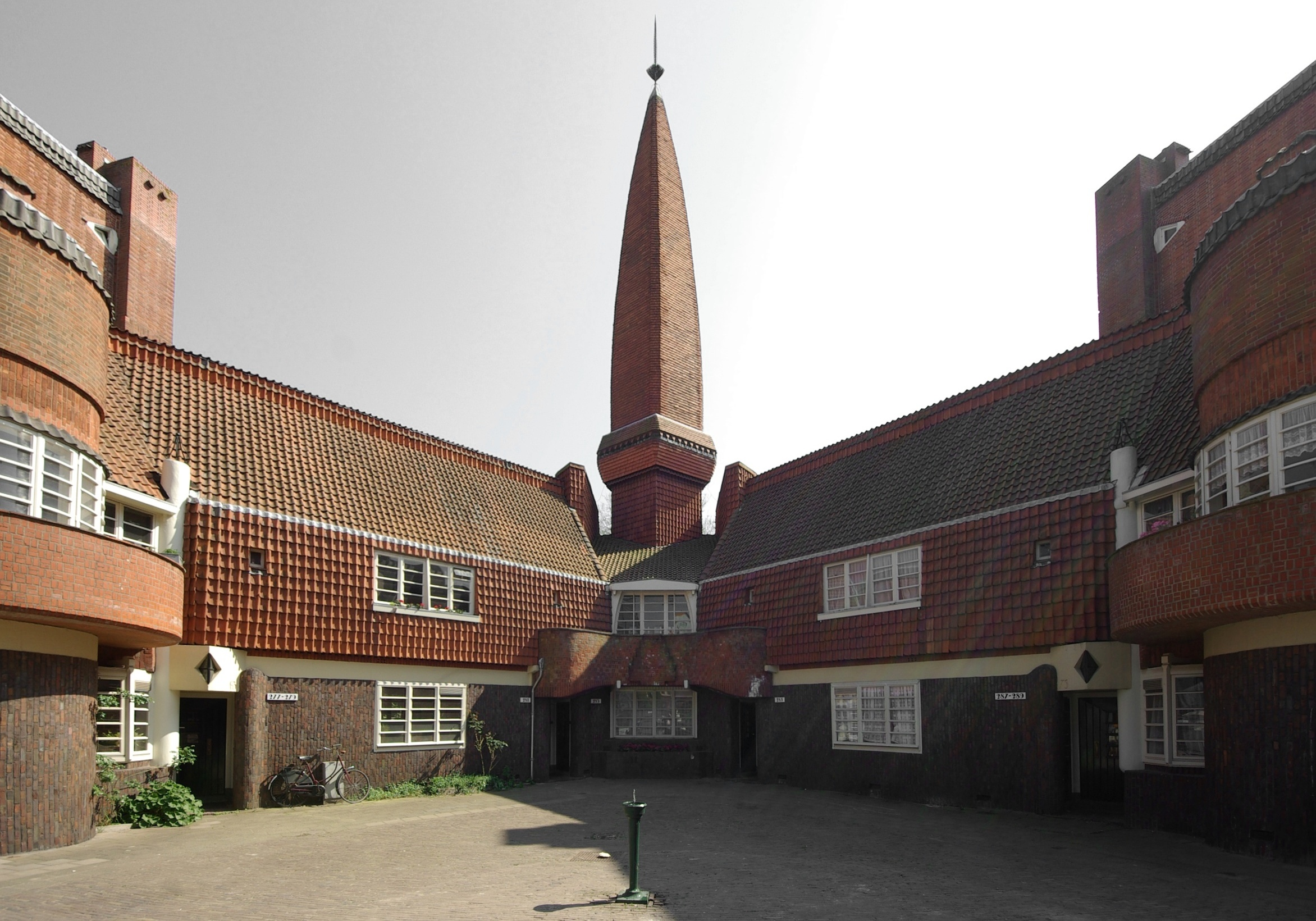
Het Schip

In Amsterdam befinden sich viele Gebäude im Stil der Amsterdamer Schule, einer Stilrichtung der expressionistischen Architektur, unter anderem:
- Bronckhorststraat 11–37, Wohnhaus
- Brug 283 (1913), Brücke, Waalseilandsgracht / Buiten Bantammerstraat
- Wohnblock Eigen Haard (1914–1918), Wohnhaus, Spaarndammerplantsoen
- Gebouw Batavia (1918–1920), Bürogebäude, Prins Hendrikkade 84-85
- Harm Smeengeschool (1924–1925), ehemaliges Schulgebäude, Droogbak
- Huize Lydia (1924–1927), ehemaliges Wohnheim, Roelof Hartplein
- Lyceumbrug (1926–1928), Brücke, Olympiaplein
- Het Nieuwe Huis (1927–1928), Wohnhaus, Roelof Hartplein
- Olympiastadion (1928), Hauptaustragungsort der Olympischen Sommerspiele 1928, Stadionplein
- Olympiahäuschen (1928), Pförtnerwohnung des Olympiastadions, Stadionplein 18
- Scheepvaarthuis (1913–1916), Bürogebäude, Prins Hendrikkade
- Het Schip (1917–1921), Häuserblock, Spaarndammerplantsoen 140

### Nachkriegsarchitektur

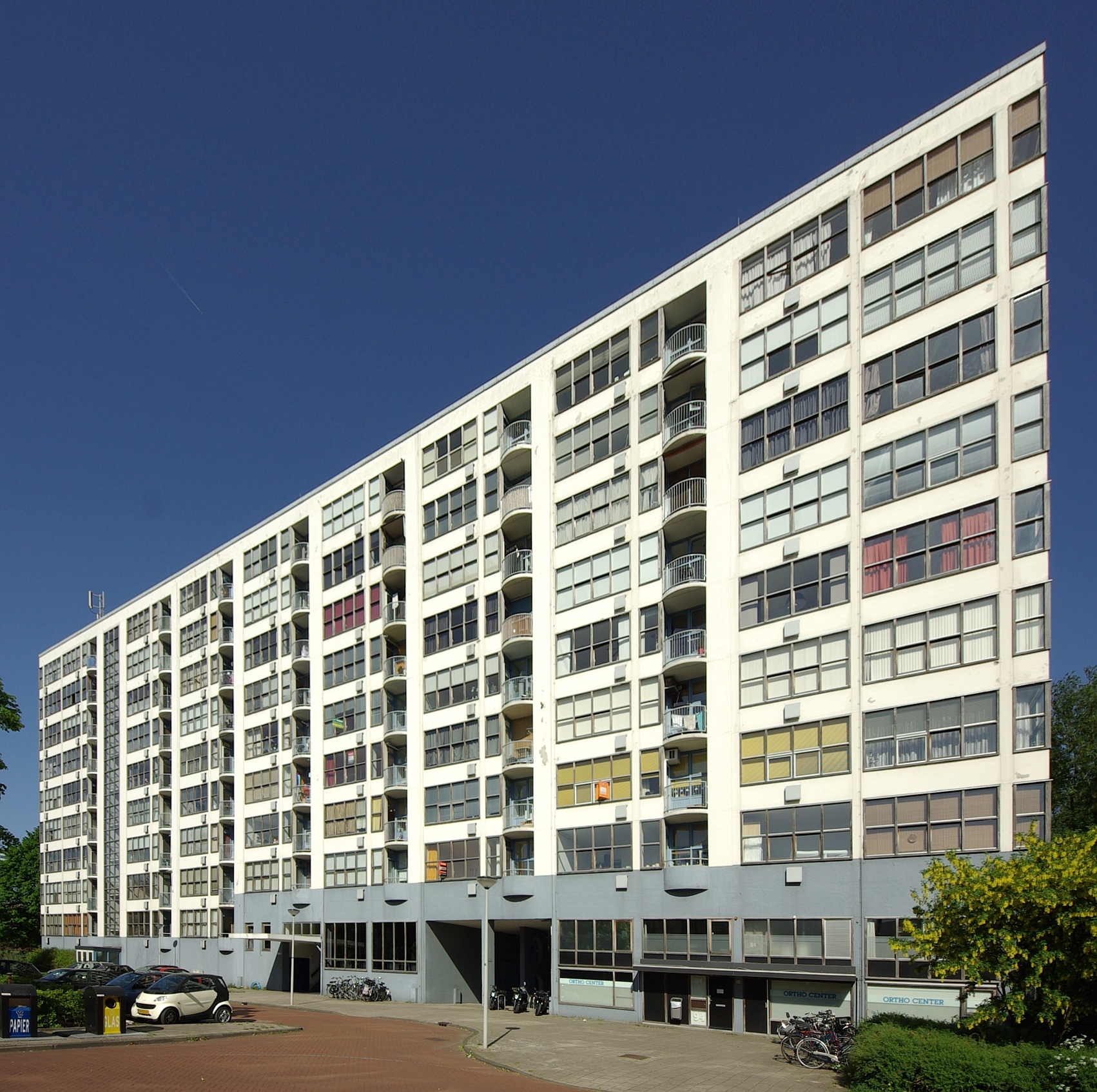
Westereindflat

In Amsterdam befinden sich neun Objekte, die in der seit 2007 existierenden Top 100 der niederländischen Denkmäler 1940–1958 enthalten sind:
- Siedlung Jeruzalem (1950–1954), Reihenhaussiedlung, Watergraafsmeer
- Westereindflat (1956–1957), Wohnblock, Harry Koningsbergerstraat
- Warnersblokken (1957), Wohnblöcke, Johannes Worpstraat
- Philip Kohnstammhuis (1954–1958), neoklassizistisches Verwaltungsgebäude, Wibautstraat/Rhijnspoorplein
- Opstandingskerk (1955–1956), Bos en Lommerplein
- Sint-Josephkerk (1950–1952), Erik de Roodestraat
- Eerste Christelijke LTS Patrimonium (1952–1956), Schule, Vrolikstraat/Wibautstraat
- Clubhaus des Rudervereins De Hoop (1952), Weesperzijde 65a
- Nationalmonument, Dam

### Parks und Gärten (Auswahl)
- Amstelpark in Amsterdam-Zuid

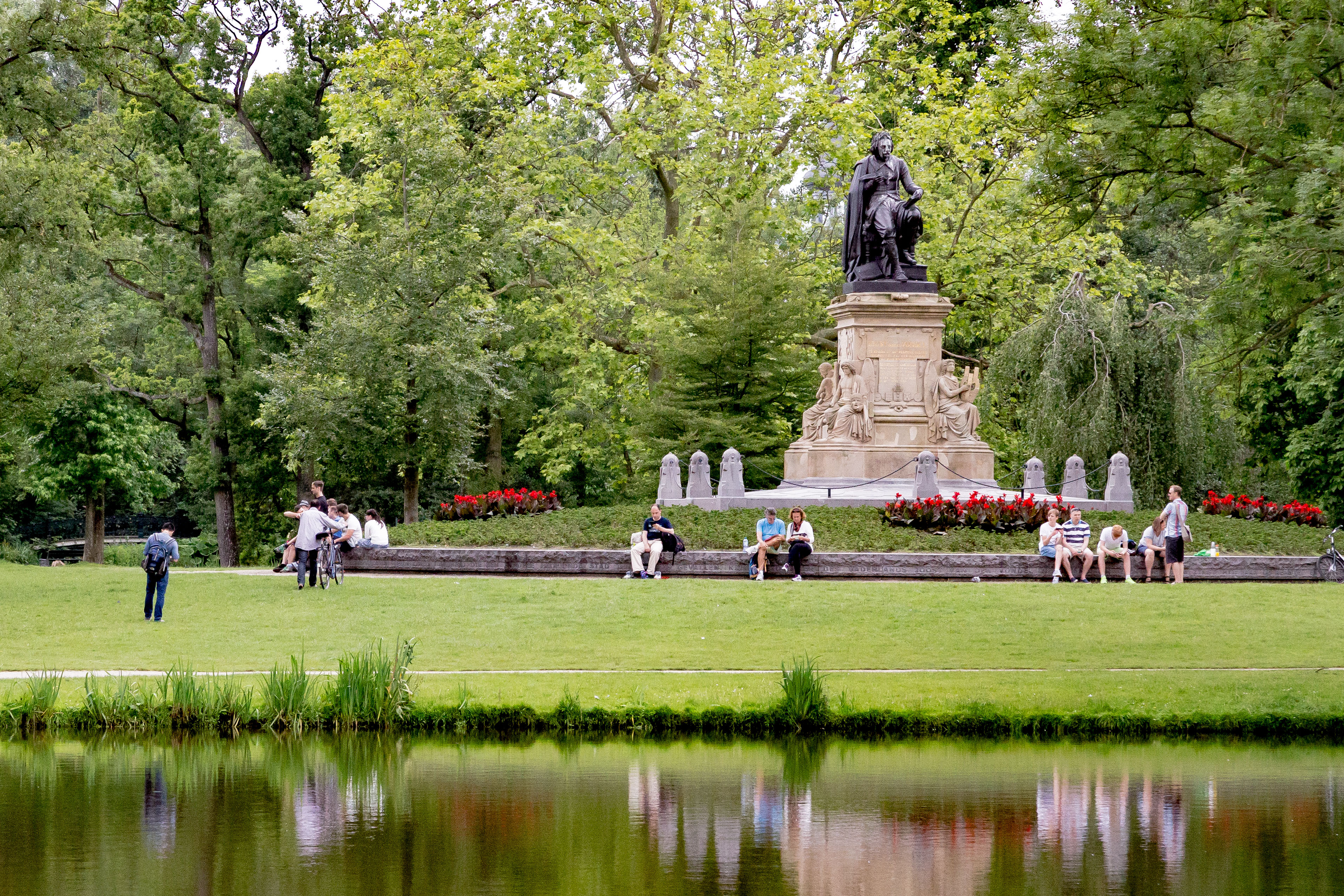
Vondelpark

- Beatrixpark, ebenfalls in Amsterdam-Zuid
- Diemerpark, in Amsterdam-Oost, Natur- und Stadtpark
- Hortus Botanicus Amsterdam (Botanischer Garten) in der Plantagebuurt
- Martin-Luther-Kingpark, auch in Amsterdam-Zuid
- Sarphatipark, gleichfalls in Amsterdam-Zuid
- Vondelpark, der zweitgrößte Park in der Amsterdamer Innenstadt (Stadtteil Oud-Zuid), benannt nach dem Dramatiker Joost van den Vondel
- Westerpark in Amsterdam-West

### Sonstige

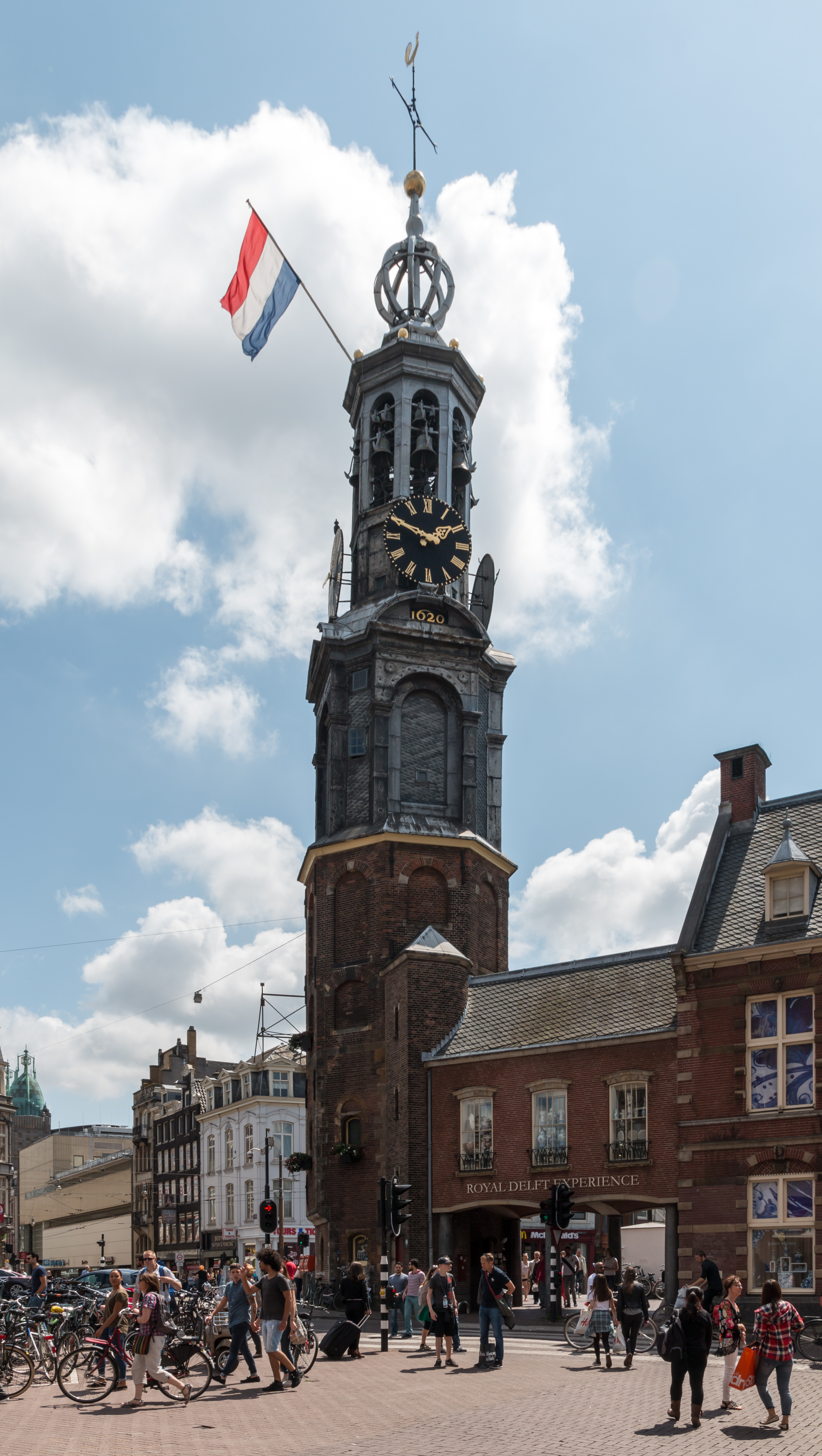
Munttoren

- Begijnhof mit kleinen Wohnhäusern der Beginen, mit Ursprüngen im 14. Jahrhundert. Das Haus mit der Nummer 34 aus dem Jahr 1530 galt lange als ältestes Holzhaus Amsterdams.[38]
- Beurs van Berlage, die alte Amsterdamer Börse nach einem Entwurf des Architekten Hendrik Petrus Berlage
- Blauwbrug, 1883 errichtete Amstelbrücke im Stil des Eklektizismus
- Munttoren (Münzturm), historisches Zollamt, an der Singel
- Paleis op de Dam, Königlicher Palast am Dam
- Magere Brug, Amstelbrücke von 1670 in der Innenstadt
- Nieuwe Amstelbrug, Amstelbrücke nach einem Entwurf von Hendrik Petrus Berlage
- De Waag, historisches Waaggebäude auf dem Nieuwmarkt, heute mit Restaurant
- Rotlichtviertel De Wallen (Oudezijds Voorburgwal, Oudezijds Achterburgwal und Warmoesstraat)
- Schreierstoren, historischer Wehrturm
- Montelbaanstoren, historischer Wartturm
- De Bunker, ehemaliges Hochsicherheitsgerichtsgebäude

## Kultur

### Museen

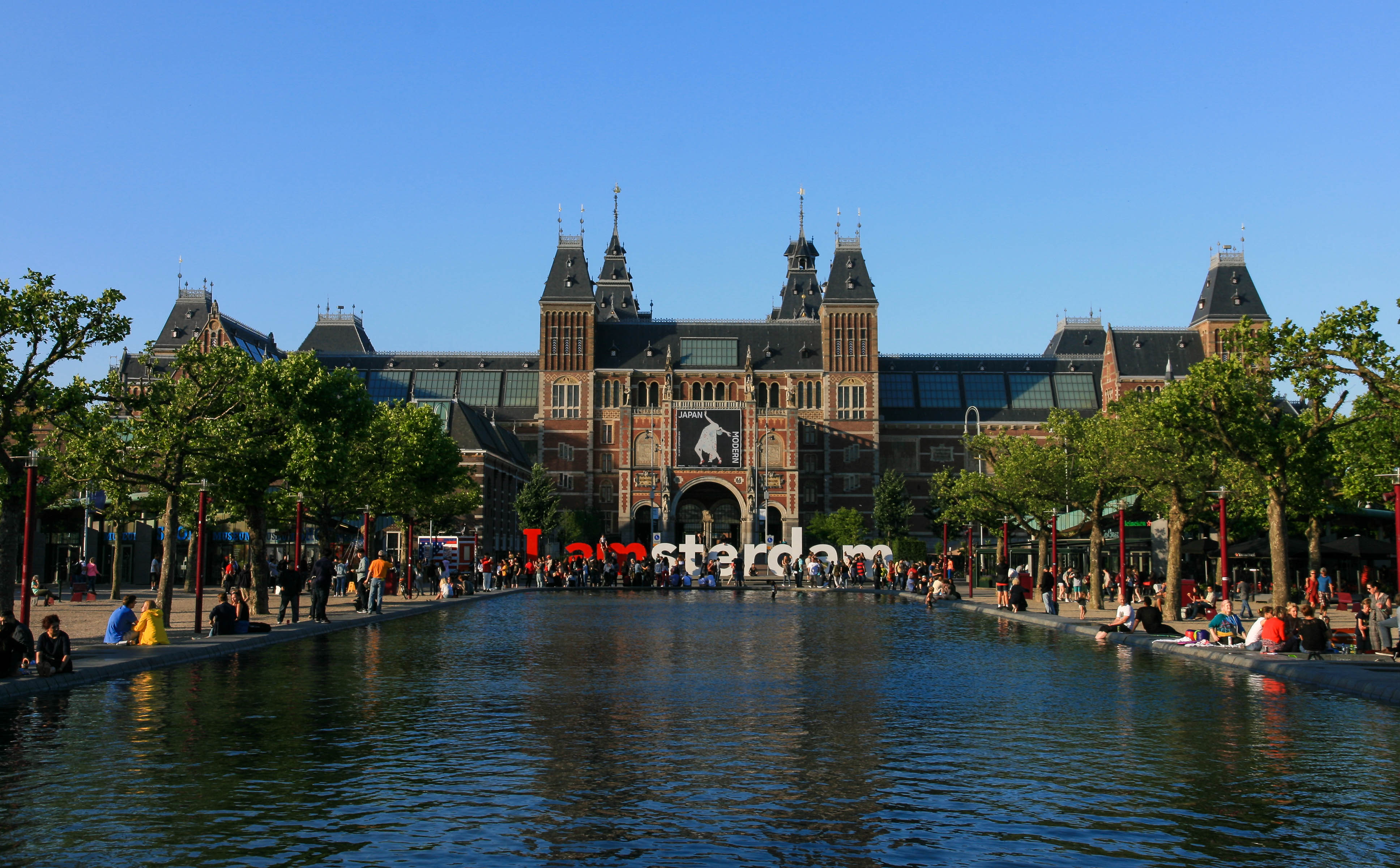
Das Rijksmuseum

- Rijksmuseum: Nationalmuseum, unter anderem niederländische Gemälde des 16.–19. Jahrhunderts, einschließlich der Nachtwache von Rembrandt
- Anne-Frank-Haus
- Van Gogh Museum
- Museum Het Rembrandthuis: Rembrandthaus, ehemaliges Wohnhaus des Malers
- Het Scheepvaartmuseum (Schifffahrtsmuseum)
- Wereldmuseum Amsterdam
- Biblisches Museum (Bijbels Museum)
- Joods Museum (Museum zur Geschichte des Judentums)
- EYE Film Instituut Nederland
- Stedelijk Museum (Städtisches Museum für moderne Kunst)
- Die Petersburger Eremitage hat im Amstelhof eine Filiale
- Amsterdam Museum (Museum zur Stadtgeschichte)
- NEMO (Wissenschaftsmuseum)
- Museum Het Schip
- Haus Geelvinck-Hinlopen
- Museum Het Grachtenhuis
- Persmuseum (Pressemuseum)

### Konzertsäle und Theater

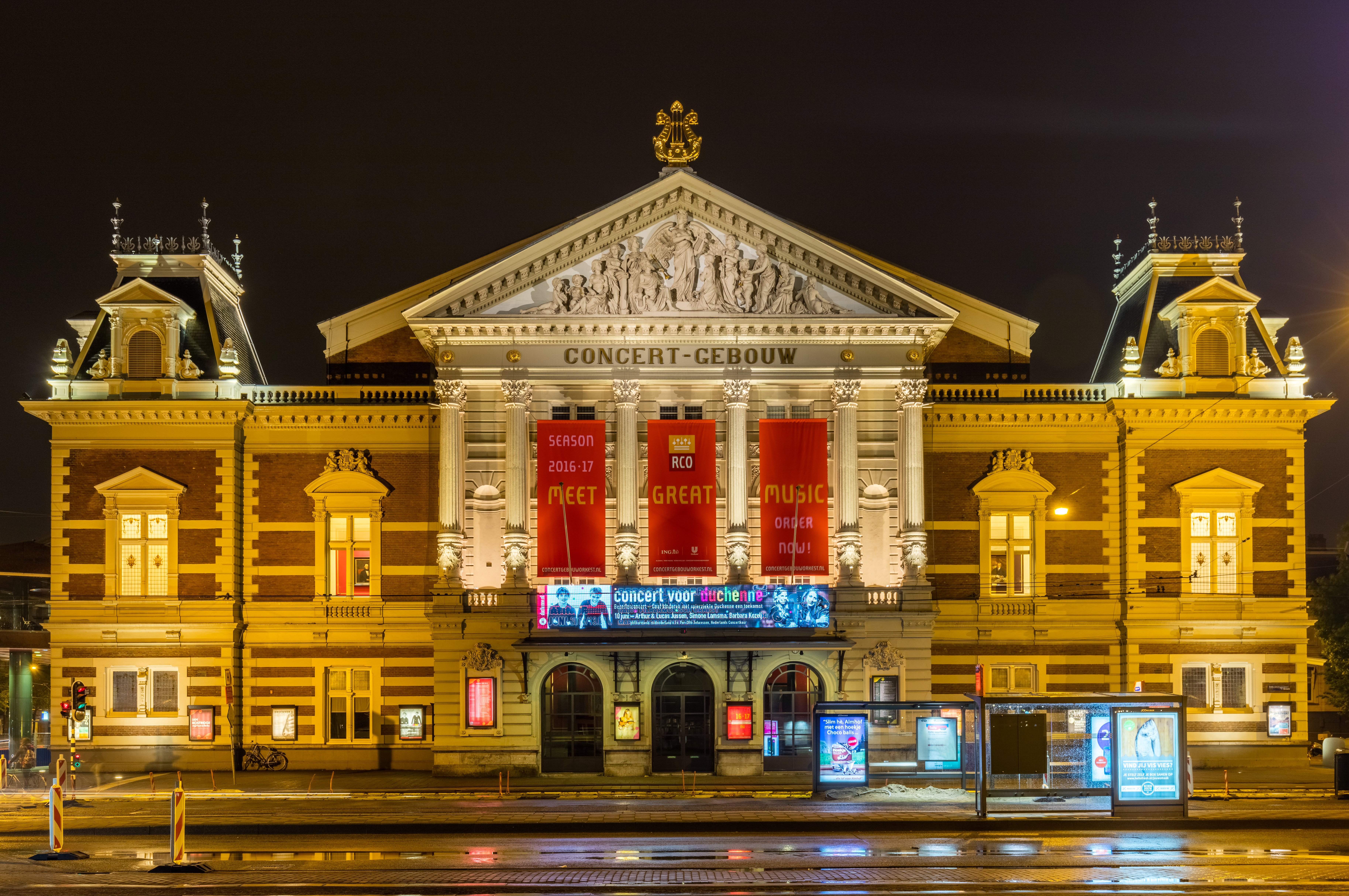
Das Concertgebouw

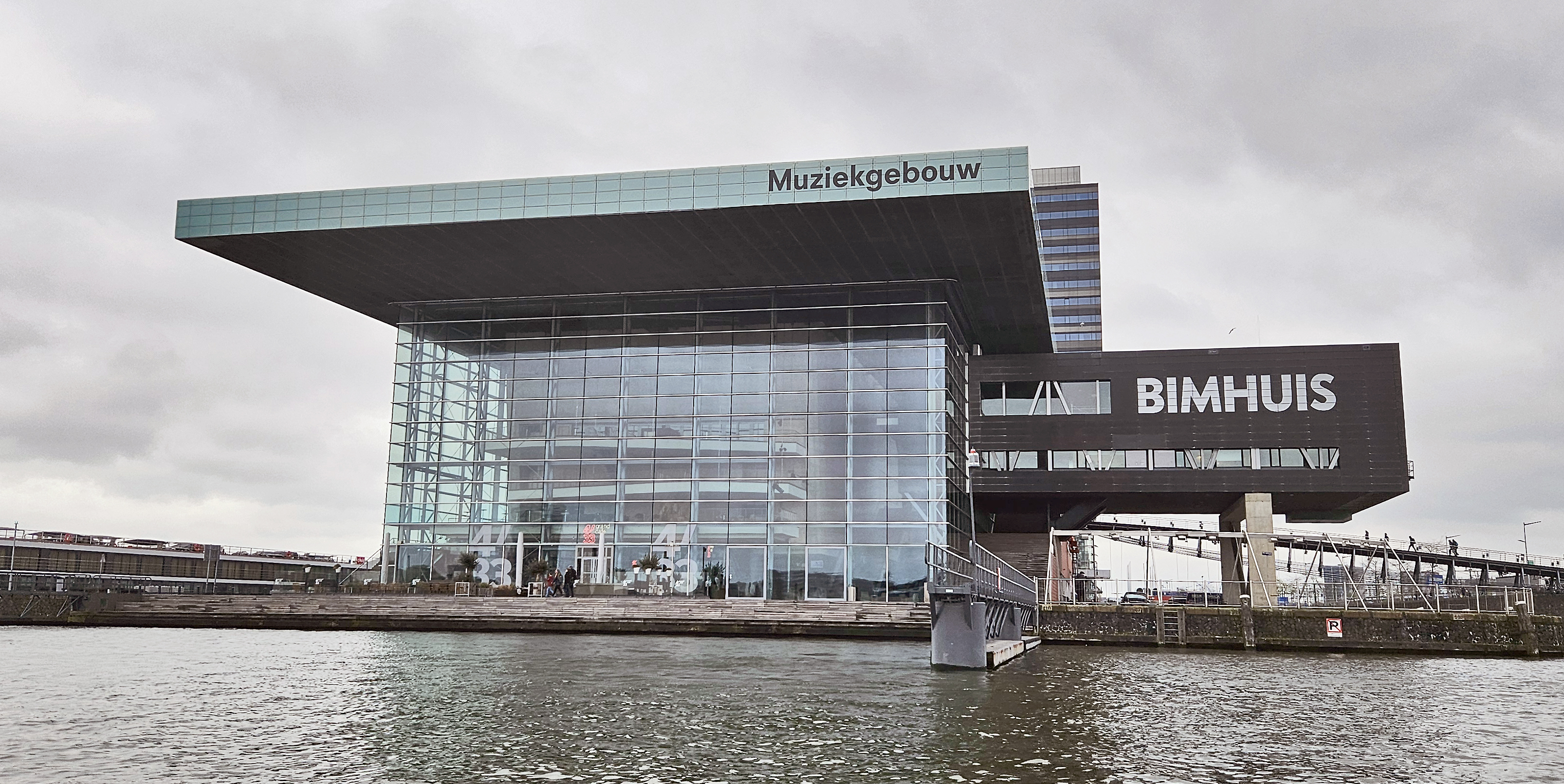
Muziekgebouw aan ’t IJ und Bimhuis

- Nationale Opera en Ballet – Modernes Opernhaus am Waterlooplein; das Haus wird von De Nationale Opera (Operngesellschaft) und Het Nationale Ballet (Ballettgesellschaft) genutzt
- Stadsschouwburg – wichtiges Schauspielhaus (früher auch Oper)
- Concertgebouw – (klassische Musik, Sitz des renommierten Concertgebouw-Orchesters)
- Muziekgebouw aan ’t IJ und Bimhuis – zeitgenössische klassische Musik und Jazz
- Paradiso, neben dem Melkweg bedeutendes Konzert- und Veranstaltungsgebäude für Rock-, Jazz- und Popmusik.
- Tuschinski-Theater, traditionsreiches Kino im Art-déco-Stil mit einem großen Saal und fünf kleineren Sälen

### Märkte

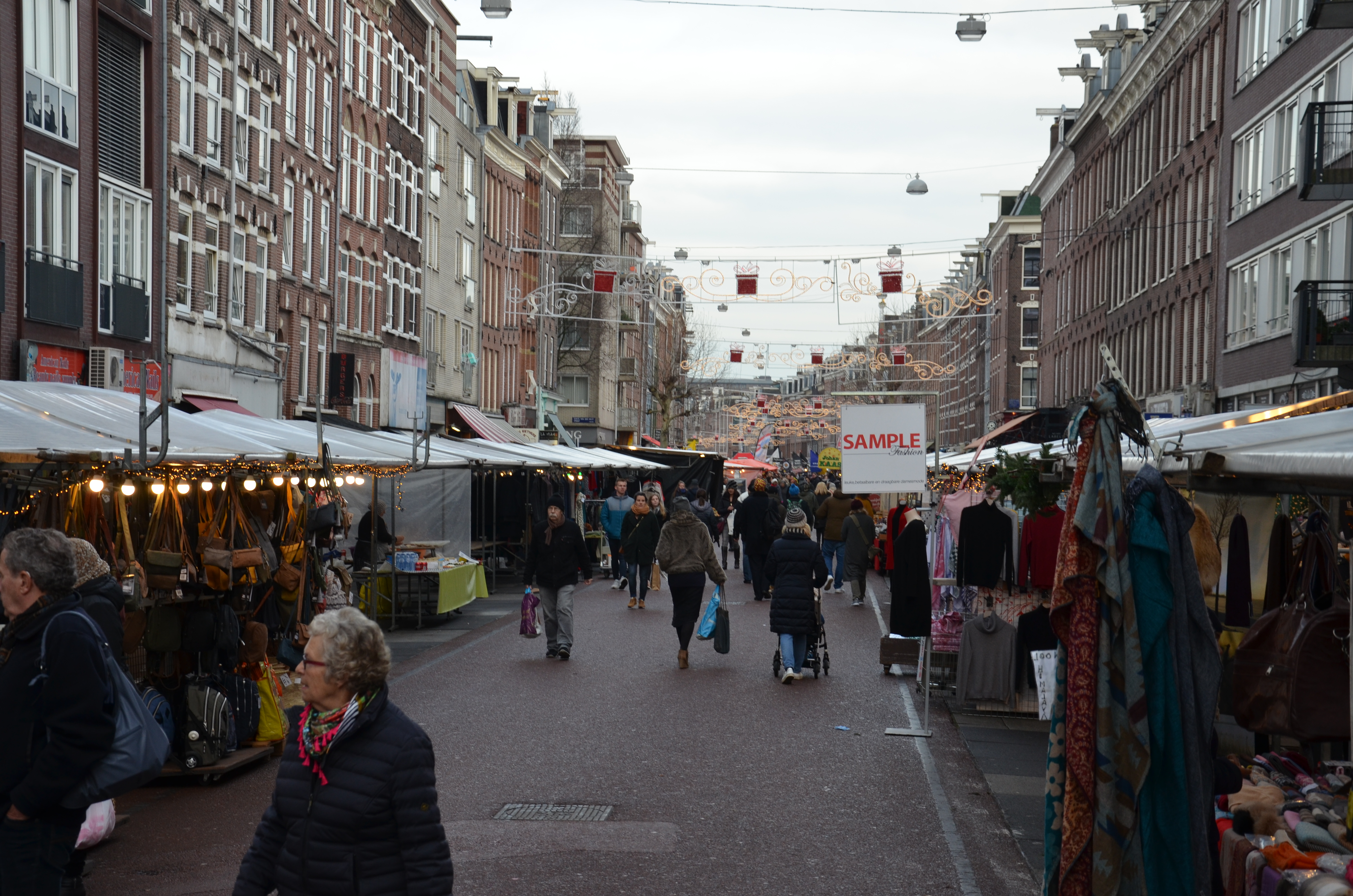
Der Albert-Cuyp-Markt

- Albert-Cuyp-Markt, Wochenmarkt in De Pijp
- Ten Katemarkt, Tagesmarkt in der Kinkerbuurt
- Dappermarkt Tagesmarkt in der Dapperbuurt
- Blumenmarkt an der Singel
- Flohmarkt auf dem Waterlooplein

### Sonstige
- Artis Zoo, Plantage Middenlaan
- Homomonument
- Madame Tussauds, Wachsfigurenkabinett mit wechselnder Ausstellung, Paleisstraat am Dam
- Die Neun Straßen, Wohnviertel mit kleinen Geschäften, Bars und Restaurants
- Kwaku Summer Festival in Amsterdam-Zuidoost
- Hartjesdagen, eine mehrtägige Veranstaltung mit einer Parade von Dragqueens und Dragkings

### Sport

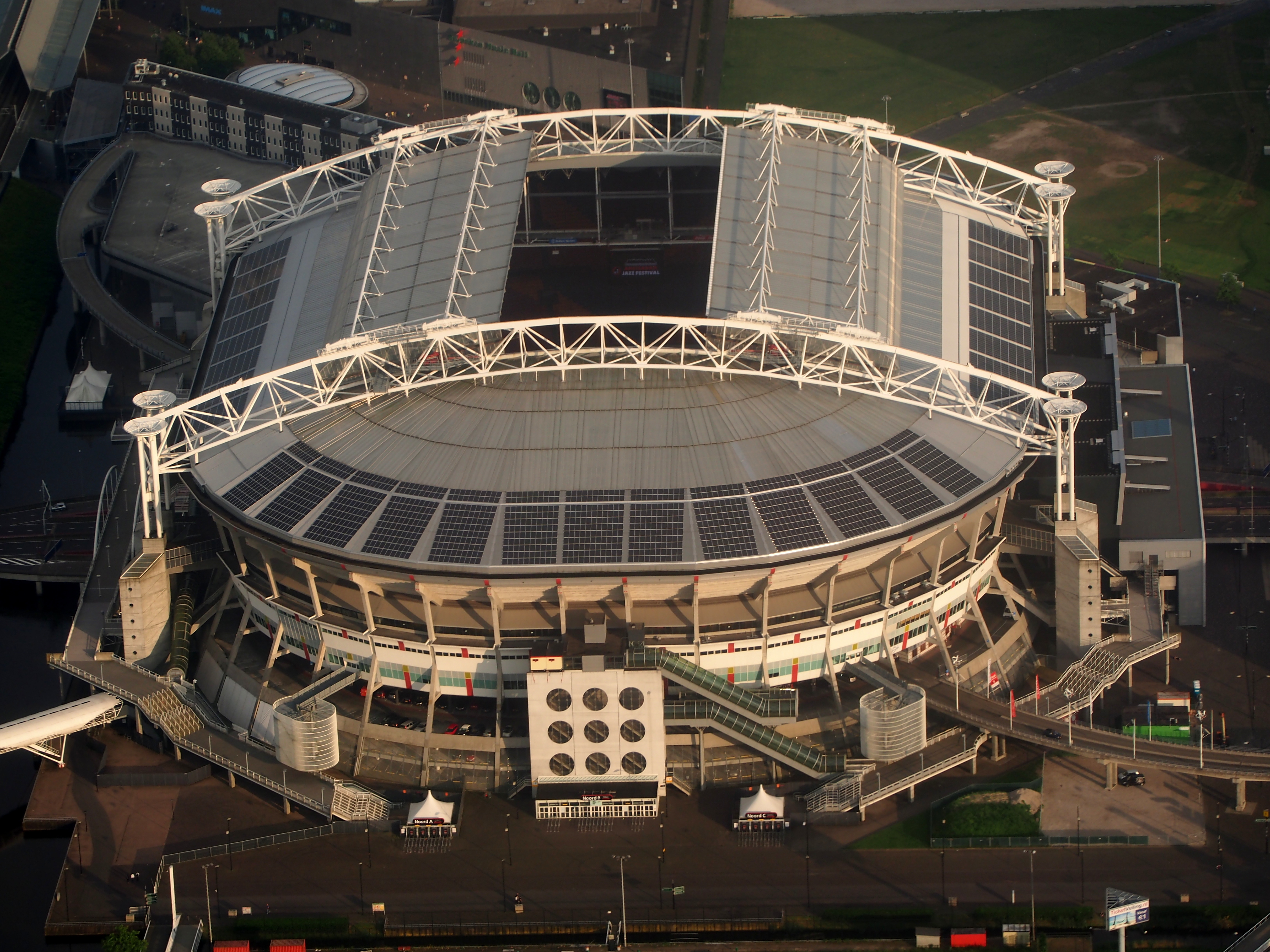
Die Johan-Cruyff-Arena

International bekannt ist der Fußballverein Ajax, Rekordmeister der Niederlande und mehrmaliger Europapokal-Sieger. Der Verein trägt seine Spiele in der Johan-Cruyff-Arena aus, die mehr als 50.000 Plätze bietet.
Amsterdam war 1928 Austragungsort der Olympischen Sommerspiele. Das Olympiastadion wird heute unter anderem für Leichtathletik-Wettbewerbe genutzt, zum Beispiel als Ziel des jährlichen Amsterdam-Marathon.
Beim Cricket World Cup 1999 war der VRA Cricket Ground in Amstelveen, südwestlich von Amsterdam, Austragungsort für die Begegnung zwischen Kenia und Südafrika. Die niederländische Cricket-Nationalmannschaft und niederländische Frauen-Cricket-Nationalmannschaft absolvieren hier ihre Heimspiele.
In Amsterdam gibt es einen Rugbyklub, der auch Sporttrainingskurse wie RTC (Rugby Talenten Centrum) anbietet und seine Heimspiele im Nationaal Rugby Centrum Amsterdam bestreitet, das auch Sitz des Verbandes Rugby Nederland (RN) ist. Ebenso spielen die Männer- und Frauen-Rugby-Union-Nationalmannschaften ihre Heimspiele hier. Die Frauen-Rugby-Union-Weltmeisterschaft 1998 wurde sämtlich im Nationaal Rugby Centrum Amsterdam ausgetragen.
American Football hat in der Stadt eine gewisse Tradition. In den 1990er und 2000er Jahren gehörten die Amsterdam Admirals zu den bekanntesten Football-Teams Europas. Die Amsterdam Crusaders sind mehrmalige niederländische Meister.

### Graffiti
Amsterdam gehört zu den wichtigsten Graffiti-Metropolen. Obwohl sicherlich auch die New Yorker Writingbewegung, die mit der Hip-Hop-Szene in Verbindung steht, die Amsterdamer Sprayer beeinflusste, spielte hier die Punk-Bewegung in den Anfängen die wichtigere Rolle. Amsterdamer Sprayer beeinflussten seit Anfang der 1980er-Jahre stilistisch viele Sprayer in aller Welt.

### Gay Pride in Amsterdam
Durch die Eröffnung von zwei großen Tanzdielen für Homosexuelle – 1955 De Schakel am Leidseplein und 1958 De Odeon Kring (DOK) – sowie die später einsetzende liberale Einstellung und Politik im Zuge der sexuellen Revolution Mitte der 1960er Jahre wurde Amsterdam zur „schwulen Hauptstadt“ Europas. Die beiden mittlerweile geschlossenen Tanzdielen waren der Bevölkerung lieber als Cruising und Klappensex. Sie stellten auch für Touristen eine Attraktion dar.
Seit 1996 gibt es die „Pride Amsterdam“ (vormals „Amsterdam Gay Pride“), eine Canal Parade, die jährlich am ersten Samstag im August in der Prinsengracht und Amstel stattfindet. 2008 wurde die „Amsterdam Gay Pride“ zur besten Gay Pride in Europa ausgerufen.

## Wirtschaft

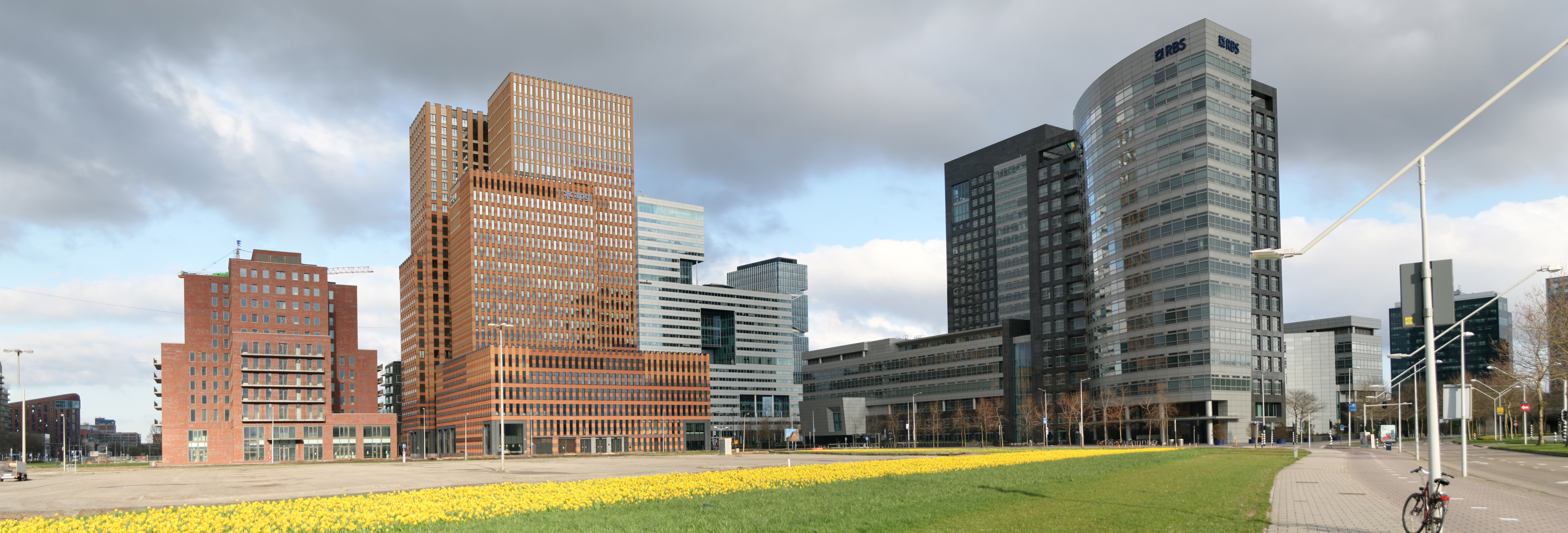
Der Zuidas-Distrikt, das neue Geschäftsviertel von Amsterdam: viele große niederländische Unternehmen haben hier ihren Sitz.

### Industrie
Viele niederländische Firmen, wie beispielsweise die Brauerei Heineken und der Elektronikkonzern Philips, haben ihren Hauptsitz in Amsterdam. Die niederländischen Großbanken ABN AMRO, Rabobank und die ING Groep sind Eigentümer von Bürokomplexen am Bahnhof Sloterdijk im Nordwesten der Stadt und am World Trade Center im Süden. Computerfirmen, wie Cisco Systems, haben ihren europäischen Hauptsitz im südöstlichen Gewerbegebiet in Bullewijk. Der Amsterdamer Hafen ist nach dem Hafen in Rotterdam der zweitgrößte in den Niederlanden.

### Finanzwirtschaft
Neben den nationalen und internationalen Großbanken, gibt es auch die Amsterdamer Börse als großen niederländischen und europäischen Handelsplatz.

### Amsterdam Science Park und Startup Village

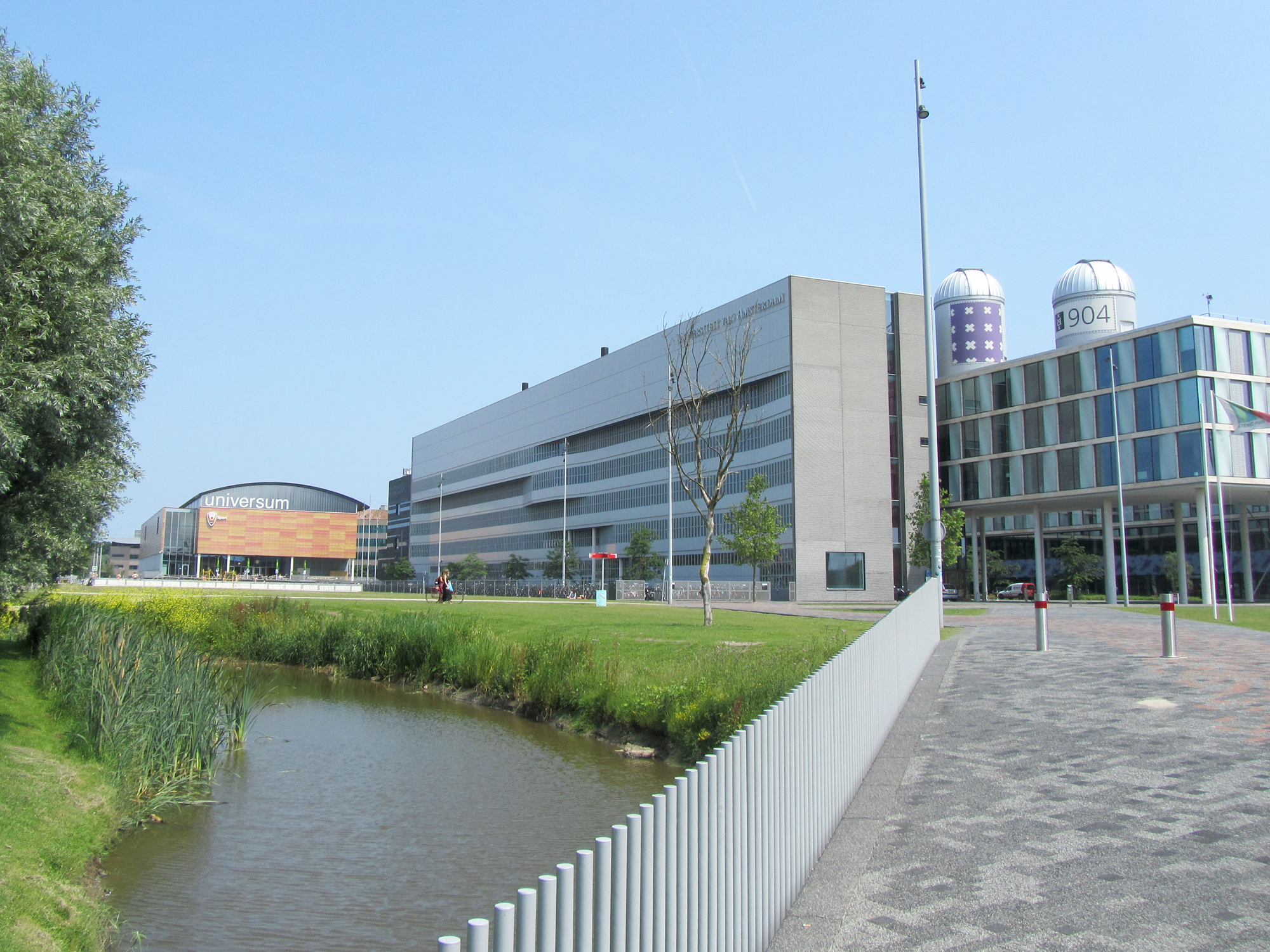
Amsterdam Science Park Campus

Der Amsterdam Science Park befindet sich im östlichen Teil der Stadt, unweit des historischen Zentrums aus dem 17. Jahrhundert. Mit der Fakultät für Naturwissenschaften der Universität Amsterdam, dem Amsterdamer University College, Dutzenden renommierter Forschungsinstitute und rund 130 Unternehmen – von Start-up-Unternehmen bis zu multinationalen Unternehmen – arbeiten sie in den Bereichen Informationstechnik, Biowissenschaften, Chemie, Spitzentechnologie, Instrumentierung und Physik sowie Nachhaltigkeit.
Das Amsterdamer Startup Village befindet sich im Amsterdam Science Park und ist Teil von ACE Incubator.

### Tourismus

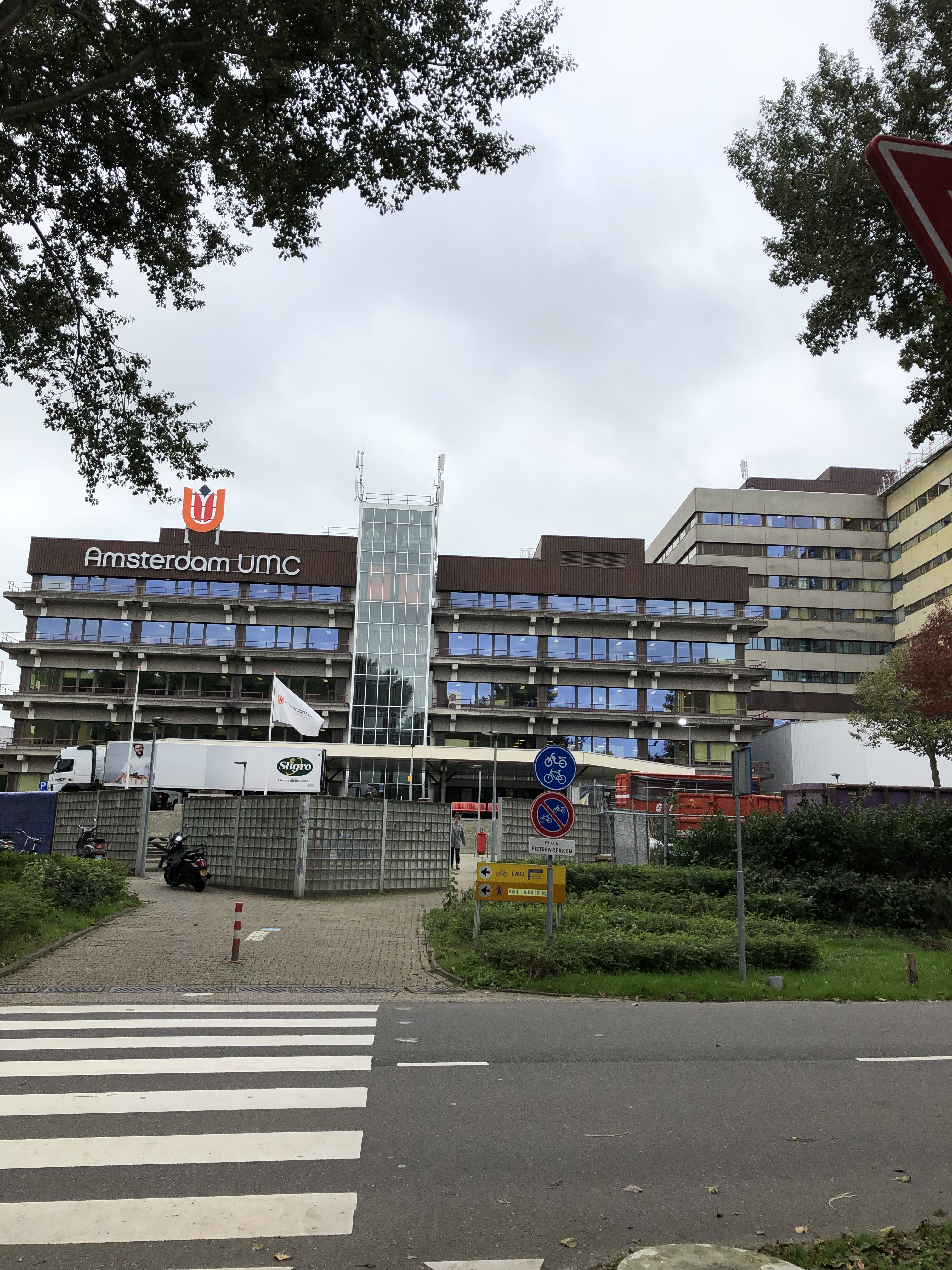
Das Academisch Medisch Centrum im Südosten

Der Tourismus ist neben der Gemeindesteuer auf Häuser und Wohnungen eine wichtige Einnahmequelle der Stadt. Im Rekordjahr 2018 besuchten ca. 21 Millionen Urlauber aus aller Welt die Stadt. Daraufhin stellte die Stadt das Stadtmarketing ein. Anziehungspunkte sind vor allem die vielen Grachten, Coffeeshops und Museen sowie der Rotlichtbezirk De Wallen im Stadtzentrum von Amsterdam. Die Stadt liegt mit jährlich über sieben Millionen Touristen aus dem Ausland auf Rang fünf der meistbesuchten Städte Europas.
Der Rembrandtplein gehört durch seine Theater, Kinos sowie vielen Restaurants und Gaststätten zu den bekanntesten Ausgehvierteln von Amsterdam. In der Nähe des Leidseplein befinden sich Diskotheken und das Holland Casino für Glücksspieler.

### Kreuzfahrt
Auch die Kreuzfahrt ist für Amsterdam ein bedeutender Bereich. Im Jahr 2015 gab es 184 Anläufe von Kreuzfahrt-Seeschiffen, 142 im Amsterdamer Hafen und 42 im nahen IJmuiden. Außerdem gab es rund 1700 Anläufe von Flusskreuzfahrtschiffen. Der Amsterdam Cruise Port (ACP) erwartete für 2015 um die 775.000 Passagiere. 2018 wurden bei über 2000 Flusskreuzfahrt-Schiffsanläufen rund 407.000 Passagiere gezählt. Außerdem gab es knapp 190 Anläufe von See-Passagierschiffen. Die Stadtverwaltung nahm am 20. Juli 2023 einen Antrag an, der auf die Schließung eines wichtigen Kreuzfahrtschiff-Terminals (gemeint ist das Passenger Terminal Amsterdam) in der von Touristen überlaufenen Innenstadt abzielt.

### Universitäten

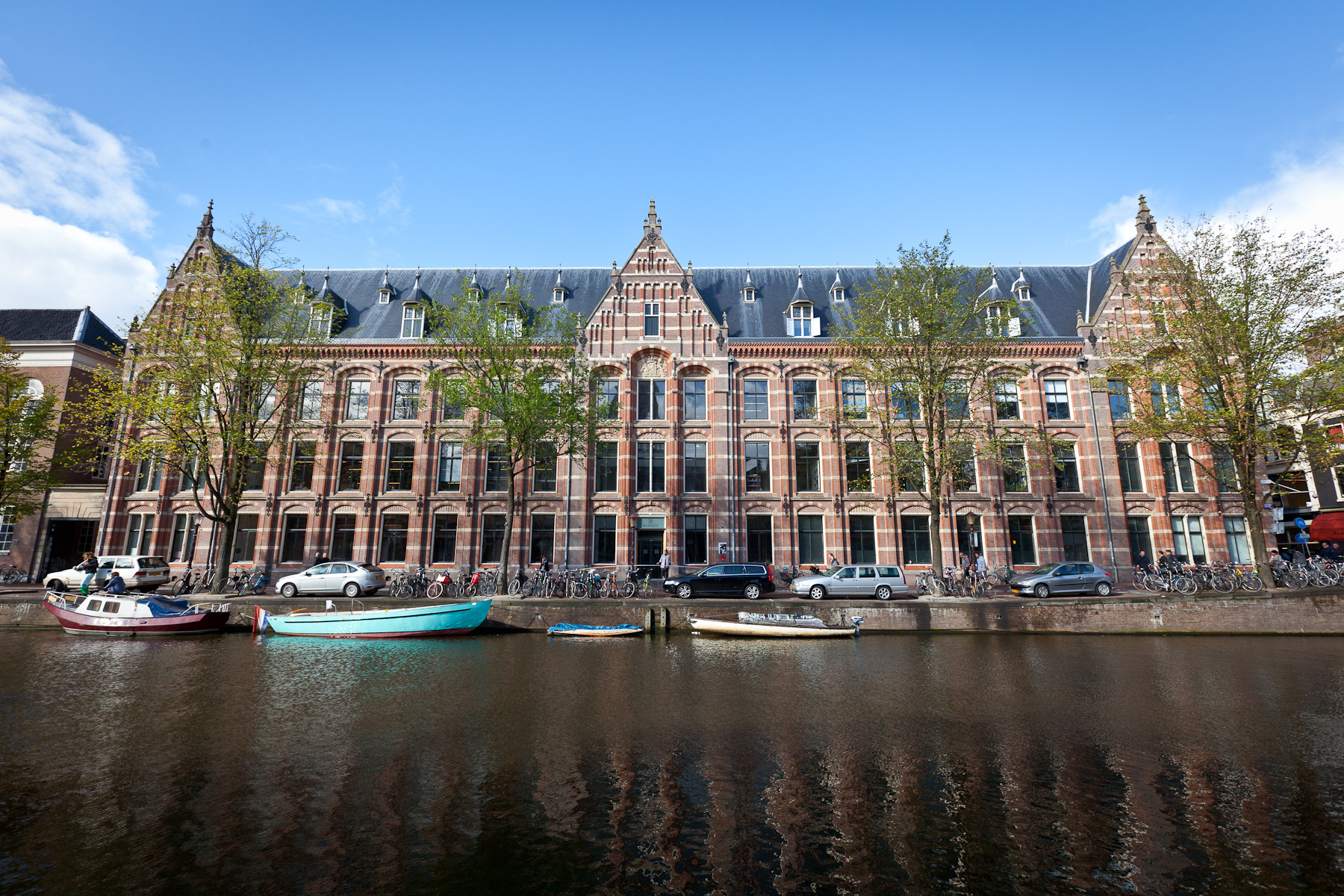
Ein Gebäude der Universiteit van Amsterdam

Amsterdam besitzt zwei Universitäten. Die Vrije Universiteit Amsterdam (VU) ist die einzige protestantische Universität der Niederlande. Dagegen hat die städtische Universiteit van Amsterdam (UvA), welche die größte Universität der Stadt ist, keine konfessionelle Bindung. Beide Universitäten haben eigene Universitätskrankenhäuser.

### Medien
In Amsterdam befindet sich der weltgrößte nicht-kommerzielle Internet-Knoten AMS-IX. Amsterdam ist Gastgeber der größten europäischen Messe für Medienproduktion, der International Broadcasting Convention (IBC).

## Infrastruktur

### Fahrradverkehr

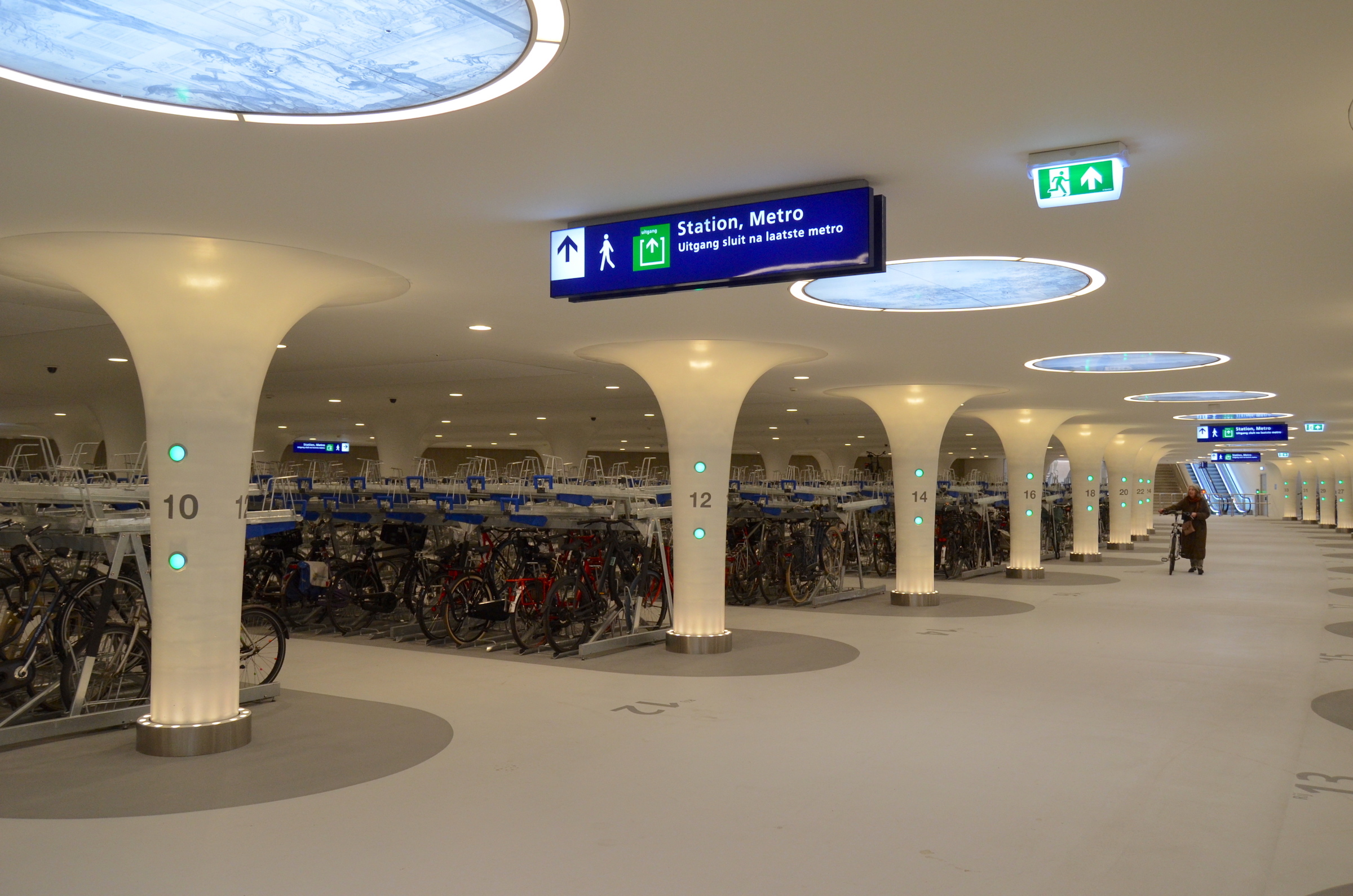
Das Unterwasser-Fahrradparkhaus nahe dem Hauptbahnhof

Amsterdam ist weltweit als eine der fahrradfreundlichsten Städte bekannt. Allerdings ist zu beachten, dass die proportionale Fahrradnutzung in einigen anderen niederländischen Städten höher liegt als in der Hauptstadt.
Das Fahrrad (fiets) ist dennoch eines der gängigsten Fortbewegungsmittel, was sowohl einem verkehrsberuhigten und auf Fahrräder ausgerichteten Straßensystem als auch einem weitläufigen Netz von Fahrradwegen (fietspaden) zu verdanken ist, das sich quer durch Amsterdam zieht. Zudem verfügt die Stadt über zahlreiche Fahrradstationen. Das wohl bekannteste Beispiel hierfür ist das dreistöckige Fahrradparkhaus Fietsflat, welches sich seit 2011 neben dem Amsterdamer Hauptbahnhof befindet und bis zu 2500 Fahrräder beherbergen kann. Anfang 2023 wurde es durch eine eigens hierfür gebaute Unterwasser-Fahrradstation abgelöst, die über eine Kapazität von bis zu 11.000 Fahrrädern verfügt.

### ÖPNV: Metro, Tram, Omnibus und Fähre

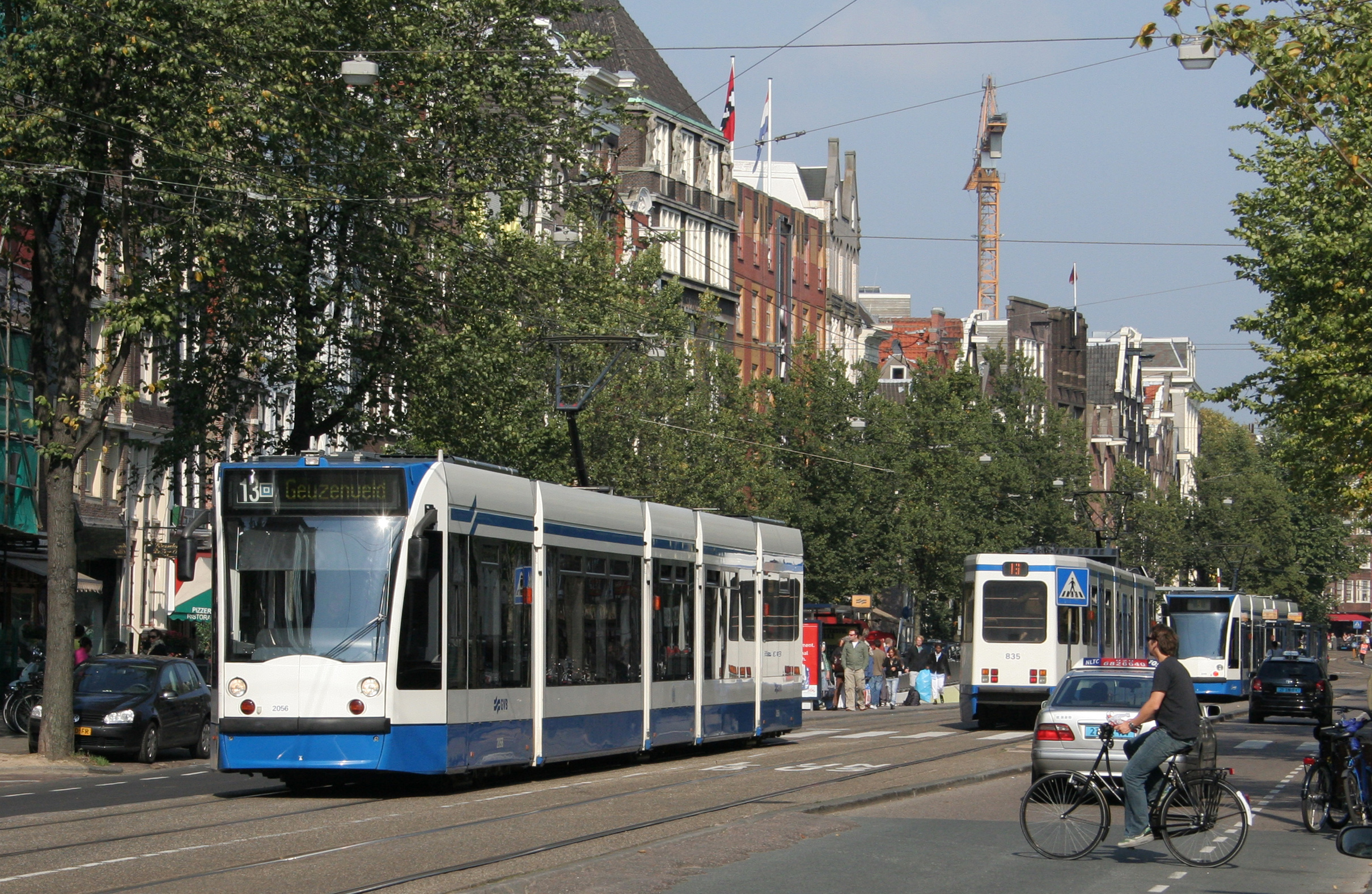
Die Straßenbahn Amsterdam

Im Stadtgebiet von Amsterdam wird der ÖPNV durch die GVB durchgeführt. Bei der Metro Amsterdam gibt es fünf verschiedene Linien. Neben der Metro gibt es ein dichtes Straßenbahn- und Busnetz. Alle Verkehrsmittel können mit der OV-Chipkarte des nationalen Tarifsystems genutzt werden.
Seit 2018 ist die Nord-Süd-Metro von Amsterdam-Noord, unter dem IJ, dem Hauptbahnhof und weiter durch die Innenstadt bis zum Bahnhof Amsterdam Zuid in Betrieb. Aufgrund von Umbauten am Bahnhof Amsterdam-Zuid ist seit 2019 die zuvor direkte Verbindung in die benachbarte Gemeinde Amstelveen unterbrochen.
Neben dem IJ, der über den Nordseekanal in die Nordsee mündet und auch eine Verbindung zum Amsterdam-Rhein-Kanal hat, verbindet ein System von Kanälen, das sich halbkreisförmig durch die Stadt zieht, die Stadt mit dem nationalen Kanalsystem. Auf dem IJ verkehren die Amsterdamer Fähren.

### Eisenbahn

Der Hauptbahnhof Amsterdam Centraal

Der Hauptbahnhof Amsterdam Centraal Station (CS) liegt am nördlichen Rand des Zentrums der Stadt auf einer künstlichen Insel. Von ihm und neun weiteren Bahnhöfen der Stadt aus verbinden die Züge der Niederländischen Bahngesellschaft (NS) die Hauptstadt mit allen Provinzen der Niederlande.
Internationale Verbindungen bestehen mehrmals täglich mit dem ICE International von Amsterdam Centraal nach Oberhausen, Köln und Frankfurt am Main, mit dem Intercity nach Hannover und Berlin sowie mit dem Eurostar nach London, Brüssel, Paris und Antwerpen. Zudem verkehrt täglich der Nightjet nach Innsbruck, Wien und Zürich.

### Straßenverkehr
Amsterdam wird durch die Ringautobahn A 10 umschlossen, mit Anbindung an die A 8 im Nordwesten bei Zaandam Richtung Alkmaar, im Südwesten an die A 4, südöstlich die A 2 Richtung Utrecht und östlich die A 1 Richtung Almere/Hilversum.
Die Stadt ist Ausgangs- und Endpunkt der deutsch-niederländischen Ferienstraße Oranier-Route.

### Tunnelverkehr
Der Zeeburgertunnel verbindet mit einer Länge von 946 Metern das Zeeburgereiland in Amsterdam Ost mit Amsterdam-Noord. Die Innenstadt von Amsterdam wird mit Amsterdam-Noord verbunden mit dem IJtunnel. Er wurde 1968 fertiggestellt und hat eine Länge von 1682 Metern.
Der Coentunnel stellt eine Verkehrsverbindung zwischen Amsterdam West und Zaanstreek dar. Er hat eine Länge von 1283 Metern und wurde 1966 eröffnet.

### Luftverkehr

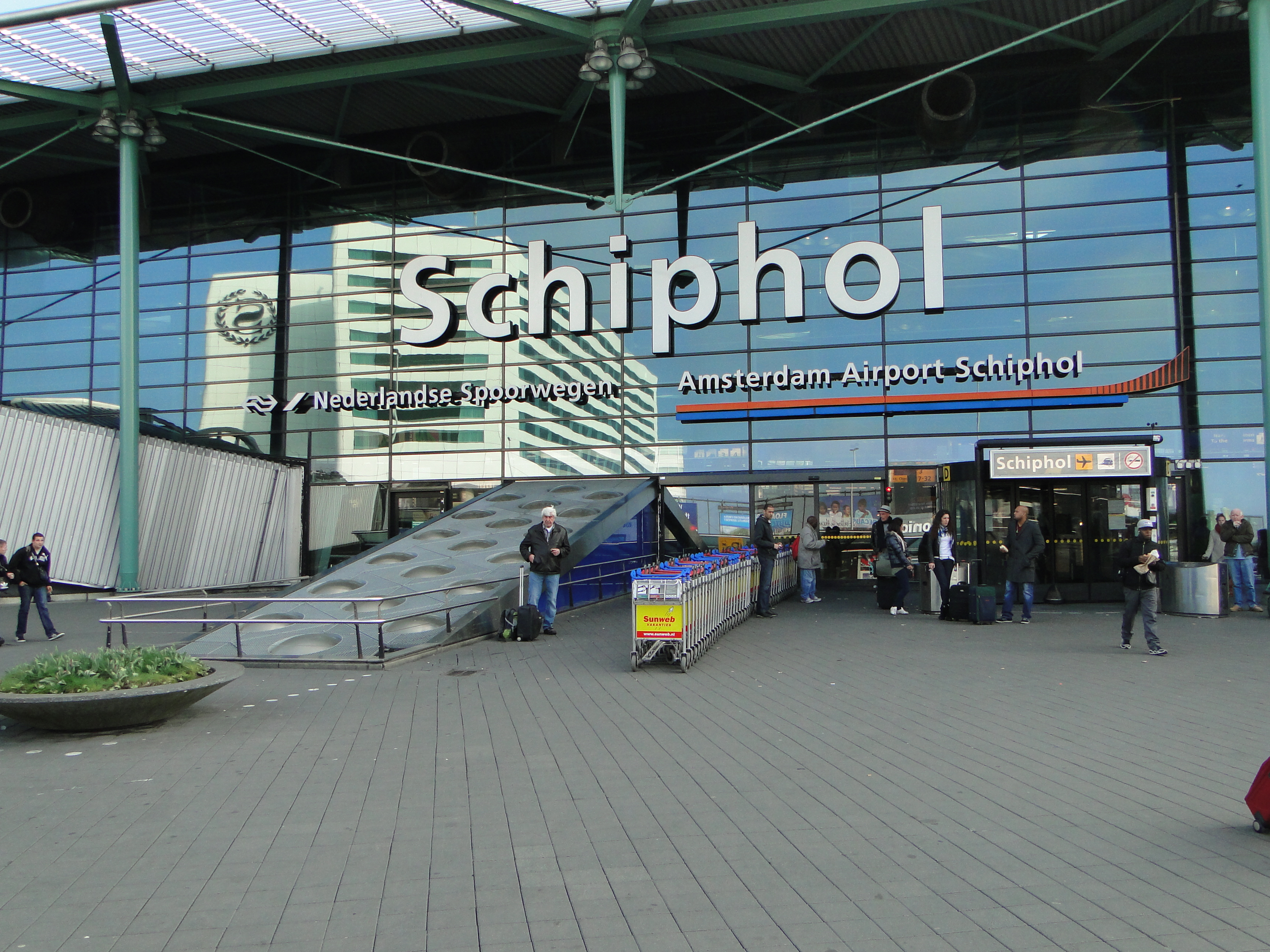
Ankunftsbereich des Flughafens Amsterdam Schiphol

Der Flughafen Amsterdam Schiphol (IATA-Code: AMS, ICAO-Code: EHAM, ndl. Luchthaven Schiphol, international Amsterdam Airport Schiphol) ist der internationale Flughafen der Stadt Amsterdam, der größte in den Niederlanden und – gemessen an der Zahl der Fluggäste und den Flugbewegungen des Jahres 2008 – der viertgrößte Flughafen in Europa. Er ist das Drehkreuz der größten niederländischen Fluggesellschaft KLM und befindet sich südwestlich von Amsterdam zwischen Amstelveen und Hoofddorp.

### Schifffahrt
Die Hafengruppe von Amsterdam gilt als der zweitgrößte Hafen in den Niederlanden und der sechstgrößte Frachthafen in Europa. Der Hafen ist gezeitenfrei und von See her über den Nordseekanal erreichbar. Die meisten Hafenbecken liegen zwischen IJmuiden und Amsterdam. Weitere Häfen, die zur Hafengruppe gehören, sind IJmuiden, Beverwijk und Zaanstad. Über den Amsterdam-Rhein-Kanal ist Amsterdam mit dem europäischen Hinterland verbunden.

## Marskrater
Nach Amsterdam wurde 1979 ein Marskrater benannt (23° N, 47° W).